# Operacja Barbarossa

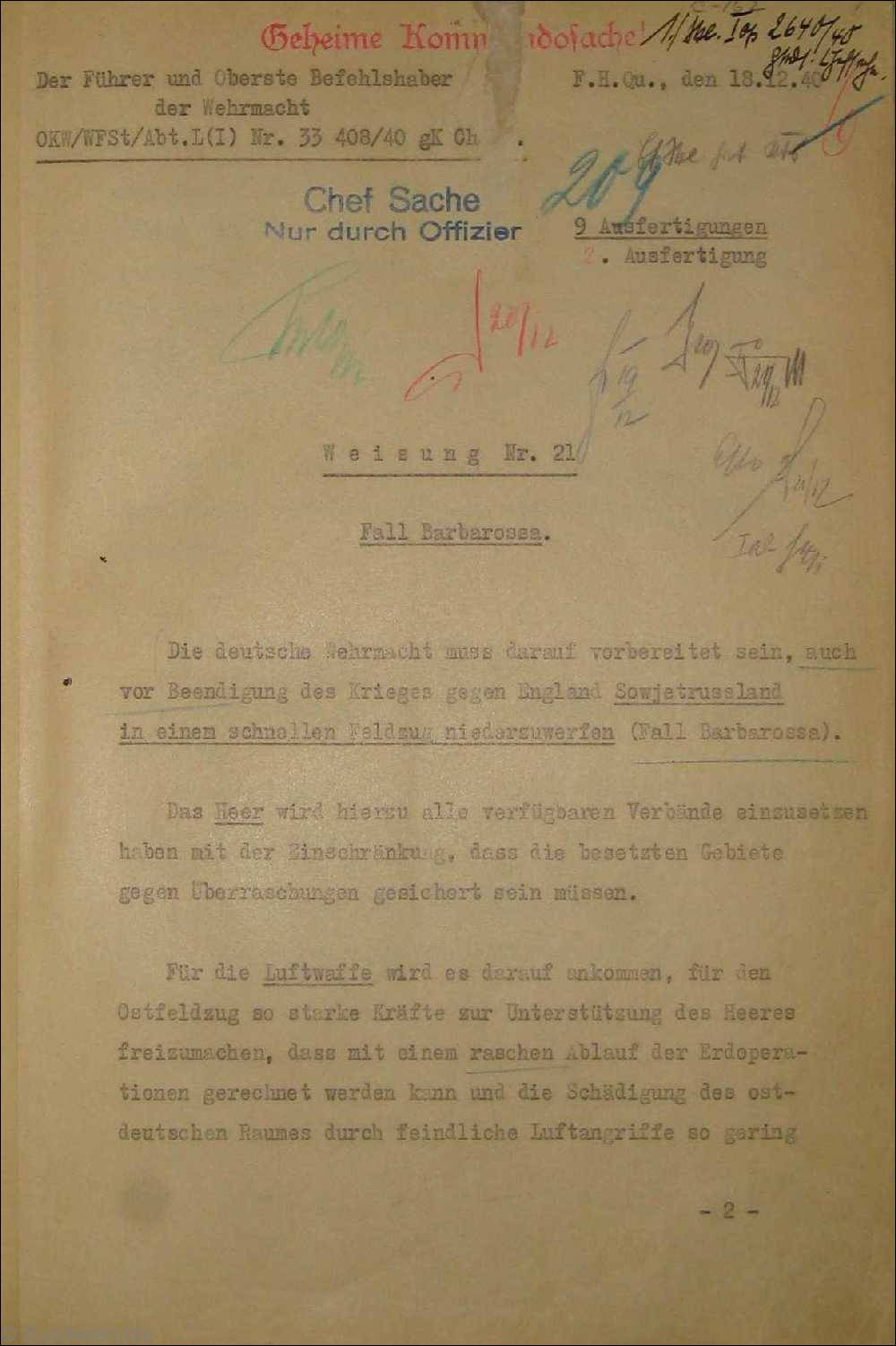
Dyrektywa Barbarossa 18 grudnia 1940

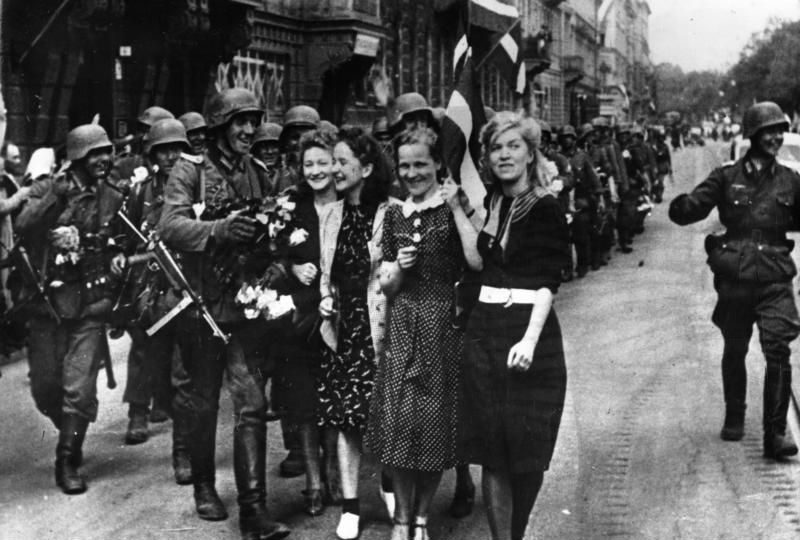
Łotysze witają wkraczające do Rygi jednostki Wehrmachtu

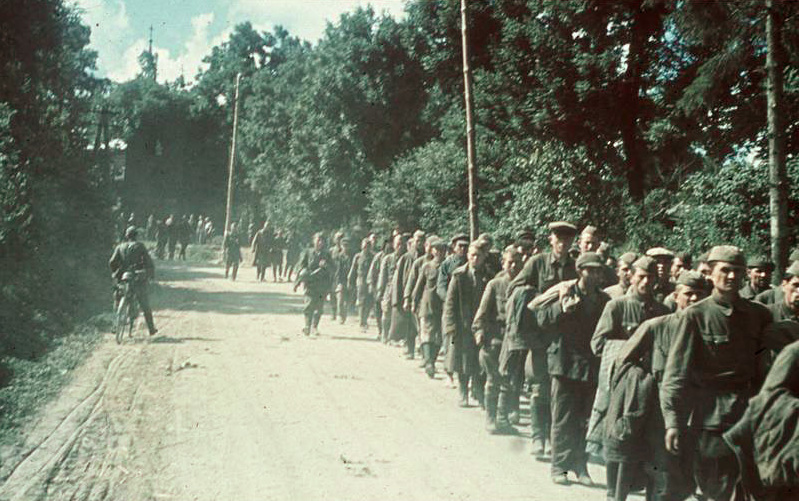
Jeńcy radzieccy

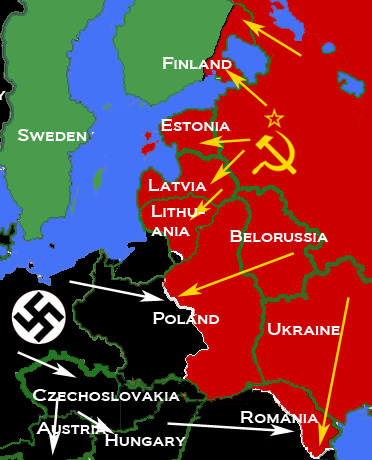
Granica między ZSRR a III Rzeszą do 22 czerwca 1941

Operacja Barbarossa, plan Barbarossa (niem. Unternehmen Barbarossa, Fall Barbarossa) – agresja III Rzeszy i państw z nią sprzymierzonych na Związek Socjalistycznych Republik Radzieckich w 1941 r., podczas II wojny światowej. Rozpoczął tak zwaną w historiografii radzieckiej wielką wojnę ojczyźnianą i spowodował przystąpienie ZSRR do koalicji antyhitlerowskiej.
Plan operacji był przygotowany i podpisany przez Adolfa Hitlera 18 grudnia 1940 (dyrektywa nr 21). Pierwotnie przewidywano atak 15 maja 1941, ale z powodu obalenia proniemieckiego rządu księcia Pawła Niemcy musiały interweniować na Bałkanach oraz wspomóc włoskiego sojusznika w Grecji, dlatego atak przełożono na 22 czerwca 1941. Była to największa i najważniejsza operacja niemiecka w czasie wojny, której klęska zdecydowała ostatecznie o niemieckiej przegranej w całej wojnie. Walki na froncie wschodnim, gdzie realizowano operację Barbarossa, były jednymi z najbrutalniejszych i najbardziej wyniszczających bitew II wojny światowej. Nazwa planu Barbarossa pochodzi od przydomku cesarza Fryderyka I Barbarossy. Pomysł użycia jego przydomku jako kryptonimu operacji podsunął Hitlerowi Alfred Jodl na naradzie sztabowej w grudniu 1940 roku. Wcześniej planowano nazwać ją Otto, później Fritz, ostatecznie jednak zadecydowano o użyciu nazwy Barbarossa.

## Przygotowania III Rzeszy
Atak na ZSRR był planowany przez Hitlera od dawna, wspominał o tym już w swojej książce Mein Kampf w 1924 (jednak tylko w jednym zdaniu, a głównym wrogiem wymienionym w Mein Kampf była Francja).
Uważał, że Niemcy potrzebują „przestrzeni życiowej” na wschodzie, rozciągającej się na terenach, które nazwał „rosyjskimi”. Przed rozpoczęciem działań wojennych między ZSRR a Niemcami, te państwa pozostawały w sojuszu, zawiązanym paktem Ribbentrop-Mołotow w 1939 roku, zapewniającym o wzajemnej nieagresji. Jeszcze w połowie czerwca 1940 Hitler był jak najdalszy od ataku na ZSRR, wydając 15 czerwca 1940 rozkaz zredukowania Wehrmachtu ze 156 do 120. dywizji. Jednakże brak możliwości pogodzenia się z ekspansjonistycznymi celami Stalina, przedstawionymi przez Mołotowa w Berlinie w listopadzie 1940 i wykraczającymi poza zakres przewidzianych w pakcie stref wpływu (poza przewidzianą do zajęcia Finlandią i opanowanymi Besarabią, Litwą, Łotwą i Estonią, nieprzewidzianą do zajęcia w pakcie Ribbentrop-Mołotow Bukowiną północną, Stalin wykazywał m.in. zainteresowanie Bułgarią, kontrolą przejścia z Morza Czarnego na Morze Śródziemne czy swobodą przejścia przez cieśniny duńskie, co powodowało dla Niemiec zagrożenie dla kontroli nad rumuńskimi polami naftowymi), przeprowadzanie przymusowych wysiedleń ludności niemieckojęzycznej z krajów nadbałtyckich, a także intensyfikacja zbrojenia Armii Czerwonej (ros. Рабоче-Крестьянская Красная Армия, Rabocze-Krestjanska Krasnaja Armija, w skrócie: RKKA) spowodowały podjęcie, a następnie przyspieszenie prac nad planem agresji na ZSRR. Już miesiąc po opanowaniu ostatniego państwa nadbałtyckiego Hitler wydał dyrektywę nr 21 (18 grudnia 1940 roku), pomimo tego, że cały czas trwała bitwa o Anglię.
Brak zwycięstwa nad Wielką Brytanią oznaczał dla niego gorsze warunki, zdecydował się jednak na wykorzystanie pomyślnych okoliczności do zdobycia „przestrzeni życiowej” i przełamania strategicznego impasu, w jaki wpędził Rzeszę swą polityką. Hitler od dawna akceptował ryzyko prób zakłócenia globalnej równowagi sił i zerwania więzów, które według niego krępowały Niemcy. Realizując tę politykę, musiał uderzać szybko, by przejąć inicjatywę i ją zachować. Ryzyko nowej wojny, którą razem z doradcami militarnymi uznał za możliwą do szybkiego zakończenia, okazywało się mniejsze od bierności, pozwalającej mocarstwom anglo-amerykańskim na zebranie sił i nową wyniszczającą walkę. Hitler rozumiał, że podbite dotąd obszary nie mogły podtrzymać wojny, musiał więc zdobyć europejską część Rosji, by ostatecznie rozwiązać gospodarczy dylemat Rzeszy.
Autorem planu operacji Barbarossa w sporej części był sam Hitler. Plany szybkiego podboju komentował, mówiąc o przedwojennym układzie sił w Europie: „Musimy jedynie kopnąć w drzwi, a cała zgniła konstrukcja zacznie się rozpadać”. Plany Hitlera zakładały bezproblemowe rozprawienie się z wrogiem na froncie wschodnim, tj. chciał podbić Europę Wschodnią przed zimą, nie rozważając innej ewentualności.
Do działań na froncie wschodnim Hitler skoncentrował 4 733 990 żołnierzy w 164 dywizjach (w tym 135 dywizji niemieckich i 29 sprzymierzonych). Siły niemieckie dysponowały łącznie 3612 czołgami, 12 686 działami i moździerzami i 2937 samolotami. Rozpoczęcie ataku poprzedzone zostało dużą liczbą misji samolotów zwiadowczych i zbieraniem danych wywiadowczych, które dostarczyły szczegółowych informacji o dyslokacji i ilości sił radzieckich w zachodnich Specjalnych Okręgach Wojskowych (SOW). Duża ilość i wysoka jakość tych informacji miały jednak złą stronę, odwróciły uwagę niemieckich analityków od faktu, że na temat dyslokacji pozostałych sił ZSRR i ich możliwości mobilizacyjnych nie było wiadomo praktycznie nic. Podczas przygotowań III Rzesza zgromadziła zapasy materiałów do prowadzenia operacji (choć zapas paliwa miał starczyć tylko na 3 miesiące) oraz zmobilizowała ok. 500 000 pojazdów motorowych dla celów operacji.
Pomimo rozległości niemieckich przygotowań i dokładnych meldunków wywiadu, atak całkowicie zaskoczył Armię Czerwoną. Winą za ten fakt należy obarczyć Stalina, Komisarza Obrony Timoszenkę i Szefa Sztabu Żukowa, którzy zlikwidowali wszystkie Rejony Obronne zlokalizowane na byłej granicy z Polską i nie obsadzili wojskiem nowo zbudowanych rejonów na terenie Polski. Meldunki dostarczane przez szefa INO NKWD (od lutego 1941 NKGB) Pawła Fitina i szefa Razwiedupru Filipa Golikowa, mimo swojej celności i wiarygodności trafiały do Stalina za pośrednictwem Wsiewołoda Mierkułowa i jego zwierzchnika, Ławrentija Berii. Beria, w trosce o swoje wpływy, osobiście dokładał starań, aby Stalin otrzymywał głównie informacje pasujące do już wyrobionego światopoglądu, zgodnie z którym Niemcy nie mieli zamiaru atakować ZSRR. Winston Churchill, korzystając z raportów Ultry, również przekazywał Stalinowi wiele pożytecznych informacji na temat planowanej przez Niemców inwazji, ale Stalin traktował je jako brytyjską prowokację, mającą wciągnąć ZSRR do wojny.
Także III Rzesza dbała o to, aby Stalin nie zrobił się podejrzliwy – m.in. Adolf Hitler wystosował do Stalina dwa osobiste listy, w których tłumaczył dyslokacje kolejnych jednostek tym, że siły zostały przesunięte na wschód, aby znaleźć się poza zasięgiem brytyjskich bombowców. Niemcy przeprowadzili również z sukcesem zaawansowaną dezinformację, podsuwając fikcyjnego informatora Amajakowi Kobułowowi, agentowi radzieckiemu w Berlinie. Jako agent był on wyjątkowo niezdarny, był jednak zaufanym człowiekiem Berii i bratem Bogdana Kobułowa. W ten sposób niemieckie dezinformacje, dobrze dopasowane do oczekiwań Stalina, dostarczane były do Moskwy najszybszym kanałem i oznaczane jako najbardziej wiarygodne. Na marginesach ponurych raportów Golikowa i Fitina Stalin zwykł ostro krytykować informatorów, a czasem żądać pociągnięcia ich do odpowiedzialności za dezinformację, a protestujących szefów wywiadu osadzać na miejscu twierdzeniem, że posiada własne raporty. Agenci z Czerwonej Orkiestry i Richard Sorge podali nawet Stalinowi dokładną datę ataku, bez rezultatu. Według Wiktora Suworowa Stalin nie wierzył w możliwość ataku niemieckiego, z uwagi na niedostateczne przygotowanie sprzętowe (kilkukrotnie mniejsza liczba pojazdów jeżdżących i latających, do tego z gorszymi osiągami) i kadrowe (wojna na kilka frontów) armii Hitlera, uniemożliwiające mu odniesienie ostatecznego zwycięstwa nad ZSRR.
Atak III Rzeszy zaskoczył Stalina, który wprowadzając Hitlera w strategiczny impas (za sprawą paktu Ribbentrop-Mołotow) czekał, aż nastanie ostatni akord wojny na zachodzie, tj. desant na Wyspy Brytyjskie. Nie mógł uwierzyć, że Hitler mając po jednej stronie nieosiągalną Brytanię, a po drugiej swojego sojusznika w postaci ZSRR złamie pakt i zaatakuje go rozpraszając swoje siły, czyli zrobi coś, czego skrupulatnie unikał w latach 1939–1940.
Głównym założeniem operacji, planowanej w myśl blitzkriegu, było jak najszybsze zniszczenie Armii Czerwonej i doprowadzenie do upadku państwa, które jak każda dyktatura w przypadku znacznego osłabienia sił wojskowych było podatne na wewnętrzne niestabilności. Istnieją przesłanki, że ostateczną linią niemieckiego natarcia miała być linia Uralu. Hitler zaplanował podział sił wschodnich na trzy grupy armii, które miały zajmować konkretne obszary niezależnie od siebie, rozpoczynając równocześnie. Grupę Armii „Północ” przydzielono do podboju terenów nadbałtyckich z Leningradem, Grupa Armii „Środek” obrała kierunek na Mińsk, Smoleńsk i Moskwę, a Grupa Armii „Południe” przejść miała przez tereny ukraińskie, zajmując Kijów i kierując się w kierunku Wołgi, zdobywając po drodze Zagłębie Donieckie.

## Przygotowania ZSRR
Na początku lat 40. ZSRR nie można było określić mianem słabego państwa. Szybka industrializacja w latach 30. XX wieku, spowodowała, że pod względem uprzemysłowienia Związek Radziecki na świecie wyprzedzały jedynie Stany Zjednoczone i Brytyjska Wspólnota Narodów. Z punktu widzenia odsetka przemysłu pracującego na potrzeby wojskowe, ZSRR bezapelacyjnie zajmował pierwsze miejsce. Produkcja militarna znacznie przekraczała produkcję w nazistowskich Niemczech, w których nadal, mimo 1,5 roku trwania wojny – bezwzględne zasady gospodarki wojennej wdrażano niespiesznie. Szacuje się, że w dniu ataku Armia Czerwona łącznie liczyła 5 373 000 żołnierzy (w tym 793 500 świeżo powołanych, w drodze do jednostek). Oficjalnie w zachodnich okręgach wojskowych znajdowało się jedynie 2 517 054 żołnierzy, uformowanych w 171 dywizji. W rzeczywistości jednak dane te są zaniżone, ponieważ nie obejmowały znacznej ilości samodzielnych brygad (tylko w krajach bałtyckich było ich 15) i wojsk NKWD, a także drugiego rzutu strategicznego wojsk radzieckich. Przesądzającym czynnikiem była tu jednak nie tyle liczebność Armii Czerwonej, ile jej całkowite nieprzygotowanie do obrony. Na skutek intensywnej mobilizacji udawało się uzupełniać na bieżąco stany szeregowych w dywizjach, jednakże w licznych jednostkach brakowało przede wszystkim doświadczonych oficerów liniowych i sztabowych, personelu łączności, specjalistów od rozpoznania, saperów i mechaników. Wyszkolenie taktyczne i techniczne żołnierzy było często na bardzo niskim poziomie (np. kierowcy czołgowi mający za sobą kilka godzin jazdy szkolnej). Przygotowywana do działań ofensywnych Armia Czerwona, posiadająca największe na świecie wojska pancerne (20 do 25 tys. czołgów) i powietrznodesantowe, nie posiadała jednak wystarczającej ilości broni przeciwpancernej, przeciwlotniczej i wojsk fortecznych, a istniejące umocnienia Linii Stalina zostały zdemontowane. Dla rozbudowywanych ponad możliwości kraju zgrupowań pancernych (92 nowe dywizje pancerne i zmechanizowane) nie wystarczało samochodów ciężarowych, ciągników artyleryjskich, cystern paliwowych, czy pojazdów zwiadowczych (np. motocykli). Należy pamiętać jednak, że niedobory te dotyczyły wyłącznie jednostek świeżo formowanych, dywizje kadrowe były skompletowane ponad limit (np. 1. Moskiewska Proletariacka Dywizja Zmotoryzowana liczyła około 12 tysięcy ludzi przy etacie 11 534 żołnierzy i posiadała 265 czołgów; 4. Dywizja Strzelecka liczyła 14,5 tysiąca ludzi i 64 czołgi; same bataliony rozpoznania radzieckich dywizji strzeleckich posiadały więcej czołgów niż cały Wehrmacht).
Sytuacja w Radzieckich Siłach Powietrznych (ros. Военно-воздушные силы, Wojenno-Wozdusznyje Siły, w skrócie: WWS) wyglądała nie lepiej. Stan techniczny samolotów (w tym świeżo wdrażanych do produkcji) pozostawiał wiele do życzenia, ale najbardziej o losie radzieckiego lotnictwa w 1941 roku przesądziły fala aresztowań wyższego dowództwa tuż przed wybuchem wojny (generałowie Iwan Proskurow, Paweł Ryczagow, Grigorij Sztern, Aleksandr Łoktionow, Wołodin, Jusupow i wielu innych), a także chaotycznie przeprowadzana ewakuacja w głąb ZSRR, powodująca utratę zdolności bojowych całych jednostek i skutkująca w efekcie koniecznością porzucania sprawnych samolotów z powodu braku paliwa, części i amunicji.
W takich okolicznościach radziecką przewagę niwelowała wyszkolona i doświadczona kadra Wehrmachtu. Armia Czerwona prezentowała się na tym polu gorzej. W wyniku stalinowskiej Wielkiej Czystki (1937–39), a przede wszystkim – rozpoczętej pod koniec lat 30. gwałtownej rozbudowy armii, w początkach 1941 w Armii Czerwonej było 100 000 wakatów oficerskich w linii. Efektem tego były szybkie awanse, w rezultacie których oficerowie często mieli niewielkie – lub wręcz żadne – doświadczenie w dowodzeniu podległymi jednostkami (i do tego niemal wyłącznie poligonowe). Skutkiem tego stała się utrata (do września 1941) niesłychanej ilości 142 tysięcy ze wszystkich 440 tysięcy oficerów.
Łącznie Armia Czerwona w dniu niemieckiej inwazji (22 czerwca 1941) posiadała 23 197 czołgów (według Marka Sołonina około 20 500), jednak w zachodnich OW znajdowało się ich 13 981, co i tak było kilkukrotną przewagą wobec liczby czołgów niemieckich.
Ocena rozmiaru niesprawności waha się zależnie od źródeł. Według Ilji Drogowoza („Żeleznyj kułak RKKA”, Moskwa 1999) sprawność Armii Czerwonej 1 czerwca 1941 wynosiła 80,9%, w zachodniej części kraju. Natomiast opracowanie „Naczialnyj period Wielikoj Otczestwiennoj Wojny” (Moskwa/Woroszyłowska akademia Sztabu Generalnego 1989) wzmiankuje, że 15 czerwca 1941 29% ogółu czołgów starszych typów wymagało remontów kapitalnych, a dalsze 44% mniej poważnych remontów i napraw.
Ważną przewagą w sprzęcie ZSRR nad niemieckim były, oprócz liczby, czołgi T-34, KW-1 i KW-2, wchodzące właśnie do eksploatacji w Armii Czerwonej. Były to konstrukcje koncepcyjnie bardzo nowoczesne, a sam T-34 uznany został za maszynę wyznaczającą nowe standardy w zwrotności i sile ognia. Mimo obecności nowych czołgów w głównych siłach (łącznie w całej Armii Czerwonej 1861 sztuk w czerwcu 1941, z czego 1475 sztuk znajdowało się na zachodzie kraju), nadal trzonem radzieckich brygad pancernych były starsze czołgi T-26, T-28, BT-5 oraz BT-7, które jednak i tak wykazywały przewagę techniczną nad ówczesnymi czołgami niemieckimi. Zwykle nie były jednak wyposażone w radiostację pokładową, co praktycznie uniemożliwiało radzieckim dowódcom aktywny wpływ na zachowanie się reszty pododdziału już po rozpoczęciu starcia.
Z powodów wymienionych wcześniej w pierwszych dniach operacji Barbarossa wiele czołgów nie było nawet w stanie wyjechać z koszar, a dziesiątki bez jakiegokolwiek kontaktu z nieprzyjacielem ulegały awariom układu jezdnego lub silnika i były porzucane na trasach źle wytyczonych przemarszów.
Mimo paktu o nieagresji w radzieckich kręgach wojskowych zdawano sobie sprawę z rosnącego zagrożenia ze strony Niemiec. Obawy były częściowo usypiane przez własną przesadną ocenę możliwości bojowych Armii Czerwonej, ale dostrzegano problem już w roku 1940 po klęsce Francji. Tzw. koncepcja gen. Pawłowa o ofensywie przeciwko III Rzeszy z rejonu białostockiego została zaniechana na przełomie roku 1940 i 1941 po dwóch grach wojennych zorganizowanych m.in. przez Żukowa i Woroszyłowa. Ostatecznie do realizacji skierowany został wariant planu nastawionego na kontruderzenie. ZSRR planował w szybkim tempie zbudować w pobliżu granicy szereg rejonów umocnionych (niekiedy nieformalnie nazywany Linią Mołotowa), których zadaniem byłoby powstrzymanie niemieckiego natarcia (przewidywanego na dwóch kierunkach – północnym i południowym), a następnie wyprowadzenie na zdezorganizowanego przeciwnika kontruderzenia zgromadzonymi siłami pancernymi. Plan ten został opracowany w ogólnikach przez generała Mierieckowa i w czerwcu 1941 nadal był obiektem prac uzupełniających.

## Przebieg operacji
Początkowe postępy Wehrmachtu – do 9 lipca 1941 roku
     Dalsze postępy – do 1 września 1941 roku
     Okrążenie wojsk radzieckich pod Kijowem – do 9 września 1941 roku
     Ostatnie posunięcia Wehrmachtu – do 5 grudnia 1941 roku

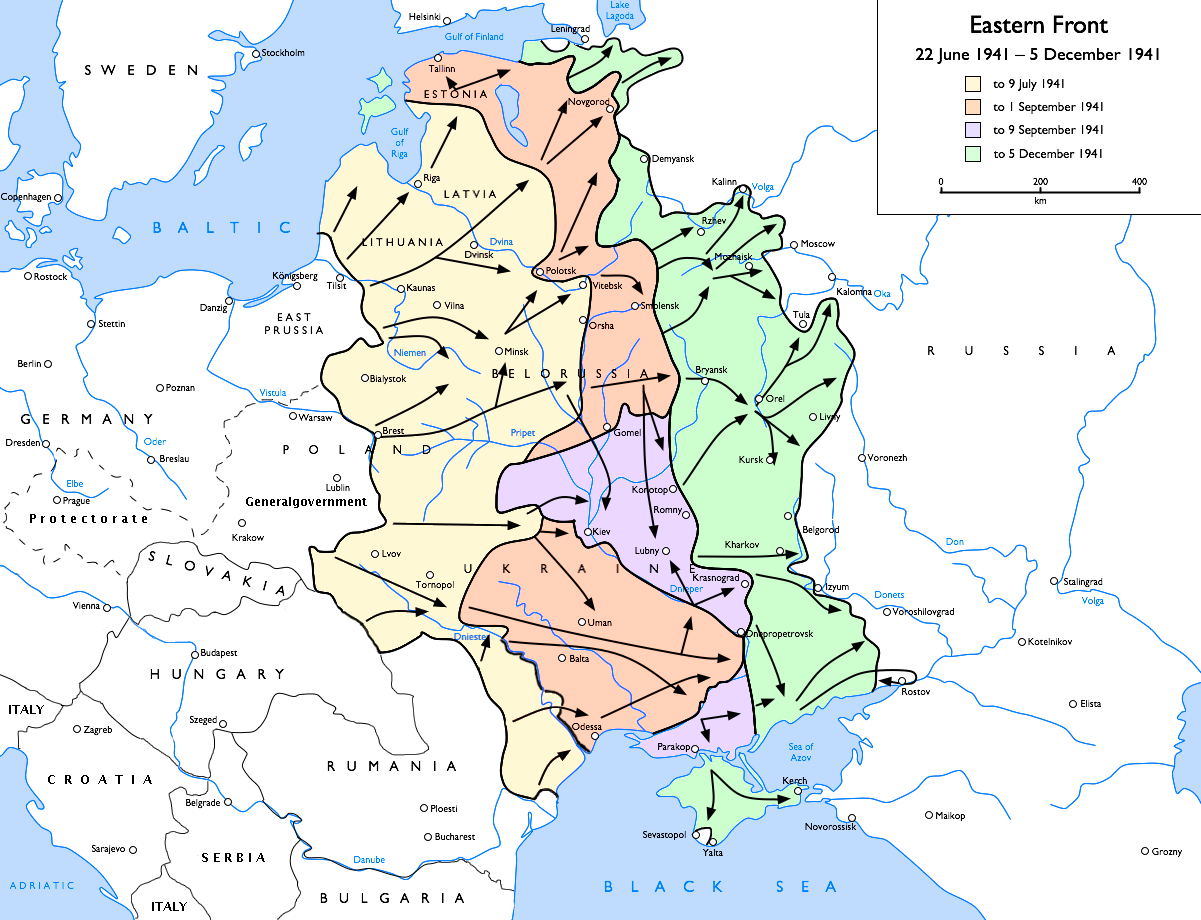
Przebieg operacji Barbarossa:
Początkowe postępy Wehrmachtu – do 9 lipca 1941 roku
Dalsze postępy – do 1 września 1941 roku
Okrążenie wojsk radzieckich pod Kijowem – do 9 września 1941 roku
Ostatnie posunięcia Wehrmachtu – do 5 grudnia 1941 roku

W niedzielę 22 czerwca 1941 o godz. 3:15 rozpoczęła się operacja Barbarossa, uderzenie państw Osi na Związek Radziecki od Bałtyku po Karpaty. Państwa Osi zaangażowały siły wielkości ponad 4 milionów żołnierzy i była to największa operacja sił lądowych w historii. Oprócz 3 milionów Niemców, po stronie Osi walczyło m.in. ćwierć miliona Włochów i 300 tys. Rumunów. W zachodnich okręgach wojskowych ZSRR znajdowało się 2 517 054 żołnierzy Armii Czerwonej, którzy zostali całkowicie zaskoczeni atakiem. Sytuacja byłaby dla nich beznadziejna, gdyby nie trwająca od 14 czerwca 1941 sprawnie prowadzona mobilizacja Armii Czerwonej na stopę wojenną. W ciągu 9 dni od wybuchu wojny w różnych częściach ZSRR dodatkowo zmobilizowano 5 milionów ludzi. Spora część z nich uzupełniła straty pierwszego tygodnia wojny. W przemówieniu 3 lipca Józef Stalin wezwał do utworzenia ruchu partyzanckiego i walki przeciwko Niemcom.
W pierwszym dniu wojny, 22 czerwca 1941, samoloty Luftwaffe przypuściły zmasowane naloty na radzieckie lotniska znajdujące się przy granicy niemiecko-radzieckiej. Nad 66 lotnisk wybranych jako priorytetowe cele do zniszczenia wysłano 637 bombowców i 231 myśliwców. Straty Radzieckich Sił Powietrznych w pierwszym dniu niemieckiej inwazji wyniosły ok. 2000 samolotów zniszczonych na ziemi, w powietrzu, uszkodzonych i porzuconych bądź zniszczonych przez własne załogi w czasie odwrotu. W wyniku walk z radzieckimi samolotami, które zdążyły wystartować i ognia artylerii przeciwlotniczej, która zdołała otworzyć ogień do nieprzyjacielskich samolotów Luftwaffe straciła 61 samolotów, zaś lotnictwo rumuńskie 11 samolotów.

### Działania Grupy Armii „Północ”
Dowódcą Grupy Armii „Północ” był feldmarszałek Wilhelm von Leeb. W jej skład wchodziły 16. Armia gen. płka Ernsta Buscha, 18. Armia gen. płk. Georga von Küchlera i 4. Grupa Pancerna gen. płka Ericha Höpnera. Zadaniem 16. Armii i 4. Grupy Pancernej było rozbicie wojsk radzieckich w rejonie Kowna i opanowanie północnego brzegu rzeki Dźwiny. 18. Armia otrzymała zadanie nacierania w kierunku Rygi, aby po rozbiciu jednostek radzieckich skierować się na Psków. Zadaniem 291. Dywizji Piechoty należącej do 18. Armii był marsz wzdłuż wybrzeża Bałtyku i zajęcie Archipelagu Moonsundzkiego. Natarcie niemieckie odpierały oddziały 8. i 11. Armii z Frontu Północno-Zachodniego.

#### Pierwsze walki
Natarcie LVI Korpusu Pancernego (należącego do 4. Grupy Pancernej) rozpoczęte rankiem 22 czerwca 1941 przyniosło błyskawiczny skutek w postaci zajęcia mostów na Mituwie, dzięki czemu przez rzekę udało się szybko przerzucić cały korpus pancerny, i już w godzinach popołudniowych Niemcy dotarli do rzeki Dubissy, prawego dopływu Niemna. XLI Korpus Pancerny (także należący do 4. Grupy Pancernej) nacierał w kierunku Taurogów, które zdobyto po kilku godzinach, a następnie skierował się na Szawle. Nacierająca wzdłuż wybrzeża 291. Dywizja Piechoty rozbiła radziecką 67. Dywizję Strzelecką i wieczorem zdobyła linię kolejową Lipawa–Ryga. Port w Lipawie został w ten sposób odcięty. Rano wojska radzieckie przygotowały kontruderzenie w rejonie Szawli. W natarciu miały wziąć udział 2., 23. i 28. Dywizja Pancerna, razem z 48. i 25. Dywizją Strzelecką. Dowodzący Frontem Północno-Zachodnim gen. Fiodor Kuzniecow wydał rozkaz rozbicia XLI Korpusu Pancernego. Natarcie nie przebiegło jednak zgodnie z rozkazami, ponieważ część radzieckiej 28. Dywizji Pancernej została zniszczona przez samoloty Luftwaffe, na domiar złego na szykujące się do natarcia jednostki „wpadły” wycofujące się pododdziały 90. i 125. Dywizji Strzeleckiej. 23. i 2. Dywizja Pancerna zdołały jednak wyprowadzić natarcie, które skierowało się na pozycje zajmowane przez niemieckie 1. i 6. Dywizję Pancerną. Między tymi jednostkami znajdowały się 36. Dywizja Zmotoryzowana i 269. Dywizja Piechoty. Niemcy zorientowali się, że Sowieci szykują natarcie i w celu ubezpieczenia lewego skrzydła XLI Korpusu Pancernego skierowali w rejon Szawli 8. Dywizję Pancerną z LVI Korpusu Pancernego. Pozycje szykujących się do kontruderzenia wojsk radzieckich zostały ponownie zbombardowane.

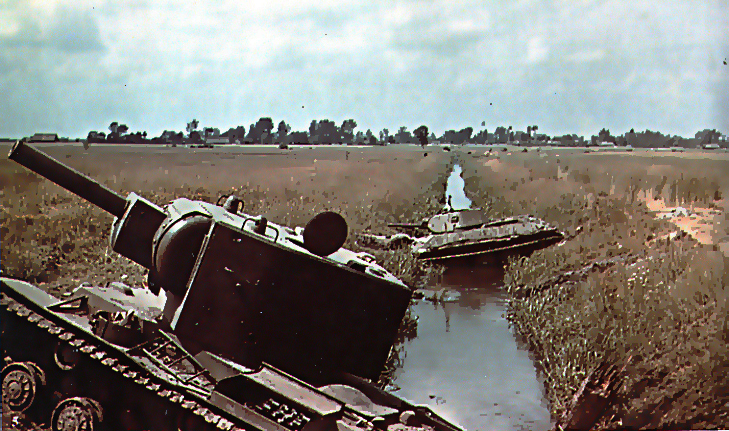
Porzucone radzieckie czołgi KW-2 oraz T-34 w 1941 r.

Do starcia niemieckiej 6. Dywizji Pancernej z radziecką 2. Dywizją Pancerną doszło 23 czerwca pod Rosieniami. Niemieckie załogi napotkały na polu bitwy ciężkie czołgi KW-2, uzbrojone w armaty o kalibrze 152 mm. Wszelki ostrzał prowadzony przez Niemców w ich kierunku okazał się nieskuteczny. W natarciu wzięły także udział ciężkie czołgi KW-1, uzbrojone w armaty kalibru 76 mm. Podczas walki kilka czołgów zostało uszkodzonych przez ogień niemieckich haubic polowych kalibru 150 mm, a sam atak się załamał. Pomimo niepowodzenia gen. Fiodor Kuzniecow nakazał wznowienie ataku następnego dnia – sztabowcy Armii Czerwonej za wszelką cenę chcieli zatrzymać wojska niemieckie w strefie nadgranicznej. Sprawną realizację rozkazów wydawanych w sztabie Frontu Północno-Zachodniego utrudniała fatalnie zorganizowana łączność z poszczególnymi armiami. Dowodzący frontem gen. Kuzniecow przerzucał jednostki poszczególnych korpusów, a sztaby tych korpusów otrzymywały rozkaz z opóźnieniem sięgającym 24 godziny. Przykładowo, 5. Dywizja Pancerna została całkowicie rozbita 22 i 23 czerwca, a w myśl rozkazów 24 czerwca miała dokonać forsownego marszu i zaatakować niemiecką 8. Dywizję Pancerną, znajdującą się o 100 km od wyznaczonego miejsca ataku. 24 czerwca Niemcy zdobyli Szawle i Kiejdany. Jednostki II Korpusu z 16. Armii zdobyły Kowno, a XLI Korpus Pancerny z 4. Grupy Pancernej zajął Wilno. Obrona w pasie 11. Armii została przerwana na całej długości. LVI Korpus Pancerny doszedł do szosy Kowno – Dyneburg, praktycznie rozpoławiając radziecką 11. Armię. Gen. Kuzniecow wydał rozkaz, w którym nakazywał 8. i 11. Armii oderwanie się od wroga i odwrót.
Jedynym związkiem taktycznym, który pomimo poniesionych strat mógł jeszcze skutecznie stawić opór Niemcom, był 12. Korpus Zmechanizowany dowodzony przez gen. mjra Nikołaja Szestopałowa. Do sztabu korpusu nie dotarł rozkaz gen. Kuzniecowa, w którym nakazywał wycofanie się, wobec czego trwały w nim nadal przygotowania do kolejnego ataku. Pozycje niemieckiej 1. Dywizji Pancernej miała zaatakować 28. Dywizja Pancerna, natomiast niemiecka 36. Dywizja Zmotoryzowana miała stać się celem ataku 23. Dywizji Pancernej. Na szykujący się do walki korpus „wpadły” wycofujące się jednostki z 10. Korpusu Strzeleckiego gen. Nikołajewa. Niezrażony jednak sytuacją gen. Szestopałow postanowił jak najszybciej zaatakować. Natarcie utknęło i dopiero wieczorem 12. Korpus Zmechanizowany wycofał się, tracąc ponad 40 czołgów.

#### Walki o Dyneburg

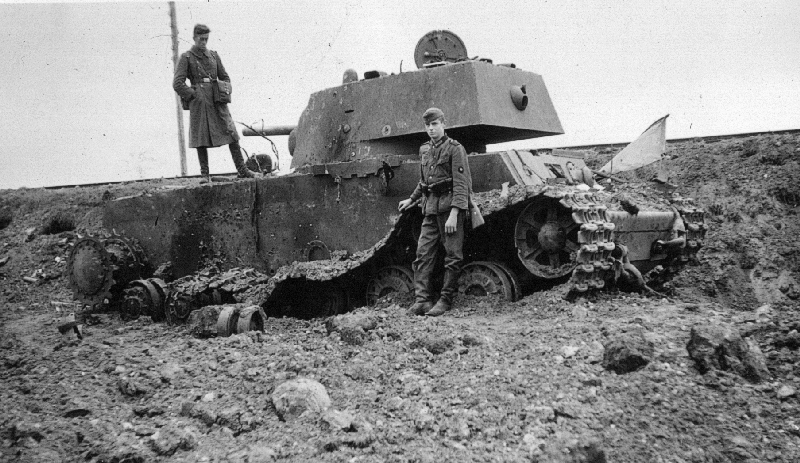
Niemieccy żołnierze ze zniszczonym radzieckim czołgiem KW-1 w Kownie

Ponieważ Niemcy rozerwali front 8. i 11. Armii, obie armie wycofały się w różnych kierunkach, co uniemożliwiło utworzenie wspólnej obrony. Rankiem 26 czerwca 8. Dywizja Pancerna osiągnęła rzekę Dźwinę w rejonie Dyneburga. W mieście znajdowały się dwa mosty: kolejowy i drogowy, które były ważne dla dalszych działań LVI Korpusu Pancernego. Niemcom udało się je zdobyć bez poważniejszego oporu. Sztab LVI Korpusu Pancernego po otrzymaniu wiadomości o zdobyciu mostów skierował do Dyneburga dywizję SS „Totenkopf”, która miała wzmocnić obronę miasta. Gen. Kuzniecow nakazał nowo wprowadzonemu do działań radzieckiemu 21. Korpusowi Zmechanizowanemu (42. i 46. Dywizja Pancerna i 185. Dywizja Zmotoryzowana) gen. Dmitrija Leluszenki skierowanie się w rejon niemieckiego przyczółka i zniszczenie go wszelkimi siłami. Dodatkowo w rejon Dyneburga skierowano 5. Korpus Spadochronowy (był zalążkiem nowej 27. Armii, utworzonej z części jednostek 11. Armii). Do odbicia Dyneburga skierowano też jednostki z sąsiedniej 22. Armii. Czołgi 42. Dywizji Pancernej częściowo zmusiły do odwrotu dywizję SS „Totenkopf”, jednak kontratak 3. Dywizji Zmotoryzowanej oraz natarcie z zachodu wykonane siłami 121. Dywizji Piechoty zmusiły oddziały Armii Czerwonej do odwrotu – co więcej – niedawno atakujące jednostki radzieckie znalazły się w częściowym okrążeniu. Po krótkotrwałej walce radziecki 21. Korpus Zmechanizowany został rozbity, na polu walki pozostało ok. 100 czołgów, zaś płk. Kopcow został ranny. Gen. Kuzniecow próbował jeszcze ściągnąć w rejon walk 12. Korpus z 22. Armii, lecz został on powstrzymany przez niemieckie II i L Korpus oraz LVI Korpus Pancerny i musiał się wycofać. Rankiem 29 czerwca do Dyneburga przybyła 290. Dywizja Piechoty, co przesądziło o kolejnej porażce Armii Czerwonej. XLI Korpus Pancerny siłami 1. Dywizji Pancernej sforsował Dźwinę w rejonie Jēkabpils. Na północy oddziały XXVI Korpusu także rozpoczęły forsowanie Dźwiny w rejonie Rygi, co oznaczało, że większość oddziałów 16. i 18. Armii może kontynuować ofensywę. Wieczorem 30 czerwca Rada Wojenna Frontu Północno-Zachodniego podjęła decyzję o wycofaniu się za Dźwinę, nowa linia obrony miała przebiegać wzdłuż rubieży Psków – Ostrow – Noworżew – Porchow.

#### Obrona Dźwiny

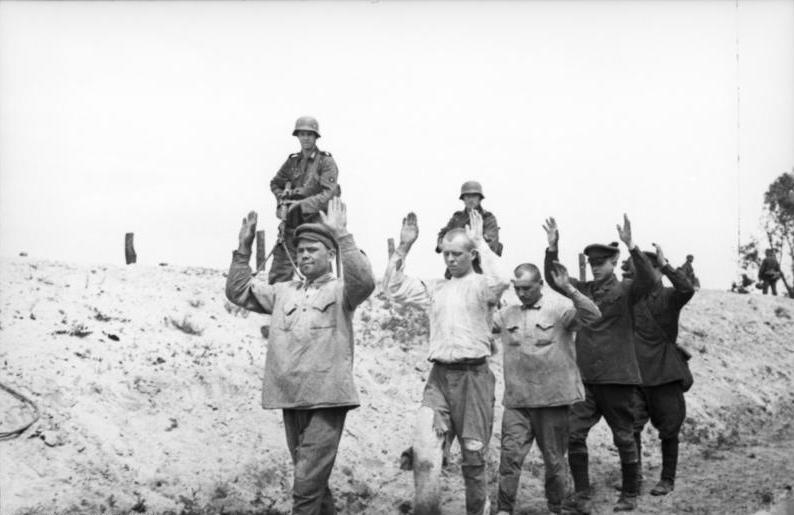
Radzieccy żołnierze wzięci do niewoli niemieckiej latem 1941 roku

1 lipca rozkaz gen. Kuzniecowa został odwołany przez Georgija Żukowa z Ludowego Komisariatu Obrony. Rozkaz powrotu na dawne pozycje został wydany z pominięciem gen. Kuzniecowa. Sprzeczne rozkazy spowodowały, że jednostki radzieckie, które oderwały się wcześniej od nieprzyjaciela, musiały zawrócić i ponownie zająć pozycje nad Dźwiną. Zamieszanie trwało od 4 do 5 lipca, gdy do większości oddziałów radzieckich dotarły odpowiednie rozkazy. Niemcy w tym czasie sforsowali już Dźwinę i posunęli się 30–40 km za rzekę, walcząc w tym czasie jedynie z oddziałami tyłowymi. Wytworzyła się sytuacja bardzo niekorzystna dla jednostek Armii Czerwonej. Pod Ostrowem oddziały 21. Korpusu Zmechanizowanego i 27 Armii spotkały się z jednostkami 36. Dywizji Zmotoryzowanej z XLI Korpusu Pancernego. Od zachodu pozycję ubezpieczała 1. Dywizja Pancerna. Pozycje radzieckie zostały przełamane w walce i Armia Czerwona ponownie musiała się wycofać. Podobna sytuacja miała miejsce na obszarze działań LVI Korpusu Pancernego. Na północy 18. Armia doszła do linii Porchow – Tartu, XXVI Korpus osiągnął wybrzeże Bałtyku, natomiast XXXVIII Korpus osiągnął pozycje wokół jeziora Pejpus.

#### Walki o Psków
Chaos wprowadzony rozkazami gen. Żukowa zdecydowanie utrudnił obronę na linii Ostrow – Psków, prowadzoną przez 24., 22. i 41. Korpus i 1. Korpus Zmechanizowany. 24. Korpus znajdował się w okolicach Ostrowa, 22. Korpus na północny wschód od Pskowa, natomiast 41. Korpus wzmocnił tzw. Rejony Umocnione (kompleks budynków), pskowski i ostrowski. Jak w poprzednich dniach Niemcy odnieśli sukces dzięki szybkości i sprawności działania. Rankiem 4 lipca 1. Dywizja Pancerna wkroczyła do Ostrowa i zdobyła most. Po raz kolejny Armia Czerwona musiała zorganizować kontratak by odbić miasto, które praktycznie oddała bez walki. Do ataku ruszyły czołgi 3. Dywizji Pancernej gen. Czerniawskiego. Niemcy w tym czasie mieli już doskonale opanowaną taktykę rozbijania ataków formacji pancernych. Silny, skoncentrowany ogień artylerii, doprowadził do utraty prawie wszystkich czołgów radzieckich, pozbawionych wspomagania piechoty ze 111. Dywizji Strzeleckiej, która przystąpiła do ataku dopiero po kilku godzinach. Po zatrzymaniu natarcia 3. Dywizji Pancernej, do ataku ruszyły czołgi niemieckie, które wyparły z dotychczasowych pozycji oddziały radzieckie. Sowieci nie dawali za wygraną i skierowali do walki 28. Dywizję Pancerną, która także została rozbita. Rankiem 7 lipca oczom czołgistów z 6. Dywizji Pancernej ukazały się dopalające się wraki radzieckich czołgów.

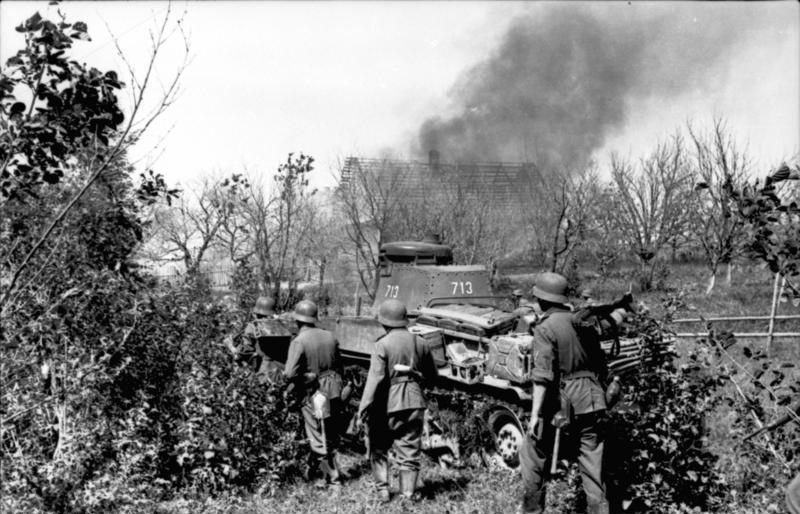
PzKpfw 35(t) należący do jednostki z Grupy Armii „Północ” podczas operacji Barbarossa, w tle płonąca wieś, lipiec 1941 roku

41. Korpus gen. Kosobudzkiego otrzymał zadanie powstrzymania jednostek niemieckich. XLI Korpus Pancerny wspierany na prawym skrzydle przez 8. Dywizję Pancerną i 3. Dywizję Zmotoryzowaną z LVI Korpusu Pancernego, na lewym skrzydle przez XXXVIII Korpus, skierował się na Tartu. Ciężkie walki rozgorzały pod Opoczką i Porchowem. XXVIII Korpus zdobył Noworżew, a X Korpus opanował Dno. Wkrótce niemiecka 1. Dywizja Pancerna znalazła się pod Pskowem i razem z 36. Dywizją Zmotoryzowaną zdobyły miasto. Po utracie Pskowa dowództwo Armii Czerwonej wyznaczyło nową linię obrony dla 11. Armii – tym razem obrona miała przebiegać wzdłuż linii Dno – Solcy – Szimsk. Odstąpiono jednak od tego planu i obronę oparto na rzece Łudze, na linii Stara Russa – Narwa. 13 i 14 lipca LVI Korpus Pancerny dotarł do linii Solcy – Utorgosz, a 16. Armia osiągnęła rubież Chołm – Dno. Niemiecka 1. Dywizja Pancerna ruszyła w kierunku Sabska, chcąc zdobyć most na Łudze, jednak zadania tego nie udało się wykonać. 15 lipca oddziały XLI Korpusu Pancernego zajęły tereny od Sabska do jeziora Pejpus. Na północy 18. Armia doszła do Talkina nad Zatoką Narewską. Jednostki Grupy Armii „Północ” w ciągu trzech tygodni wkroczyły ponad 600 km w głąb terytorium Związku Radzieckiego. Oddziały niemieckie były zmęczone i potrzebowały reorganizacji przed kolejnym celem, jakim było zdobycie Leningradu.

#### Zdobycie Starej Russy, Nowogrodu i Krasnogwardiejska
Grupa Armii „Północ” feldmarszałka Wilhelma von Leeba w połowie sierpnia ponownie ruszyła do walki. 1. Dywizja Pancerna skierowała się na Krasnogwardiejsk, który był także celem dla 36. Dywizji Zmotoryzowanej i 6. Dywizji Pancernej. XXVIII Korpus, wzmocniony 269. Dywizją Piechoty i dywizją „Polizei”, nacierał w kierunku Ługi. Przeciwko niemieckiemu korpusowi sztab radziecki skierował 20. Dywizję Zmechanizowaną, która poniosła w walkach ciężkie straty. Niemieckie I i X Korpus (przeniesiony już do 16. Armii) oraz LVI Korpus Pancerny nacierały na Nowogród. X Korpus miał obejść jezioro Ilmień i zająć Starą Russę, od zachodu jezioro obchodziły korpusy I i L. Spotkanie niemieckich oddziałów miało nastąpić pod Nowogrodem. Zakładano, że celem sprawnie przeprowadzonej operacji będzie okrążenie radzieckiej 11. Armii i części 27. Armii. Na wszystkich kierunkach Niemcy poruszali się szybko. XLI Korpus Pancerny zdobył linię kolejową Narwa – Kingisepp, a XXXVIII Korpus skierował się na Narwę. Sytuacja frontowa X Korpusu zaczęła się pogarszać, gdy Sowieci skierowali do obrony Nowogrodu 34. Armię. Oddziały radzieckie wykonały obejście od południa i zaatakowały pozycje niemieckie. Natychmiast w rejon walk wysłano dywizję SS „Totenkopf” oraz 3. Dywizję Zmotoryzowaną. Dopiero uderzenie wszystkich sił LVI Korpusu Pancernego na Starą Russę zażegnało poważną sytuację, jednak odwrót wojsk radzieckich z rejonu walk nastąpił dopiero 20 lipca.

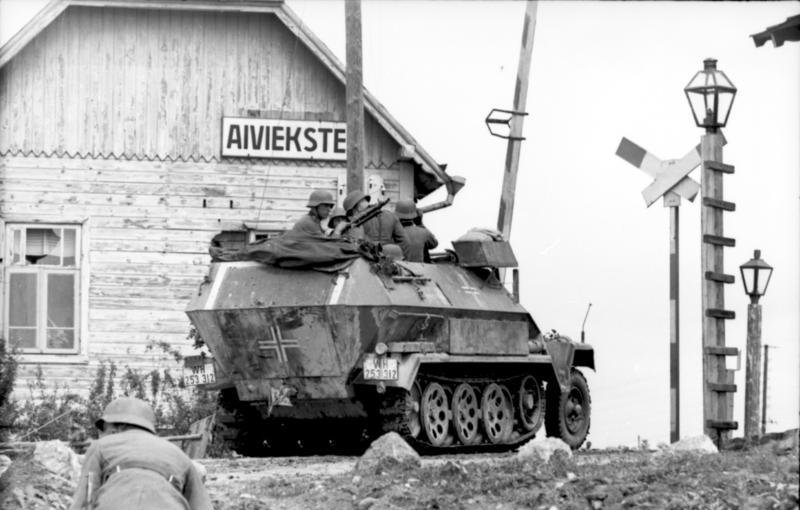
Niemiecki transporter opancerzony Sd.Kfz.251 przejeżdża przez przejazd kolejowy w jednym z miast na Łotwie, czerwiec 1941 roku

Podczas walk pod Starą Russą po raz pierwszy wykorzystano wyrzutnie rakiet BM-13, czyli sławne „katiusze”. Nowogród został zajęty przez 21. i 126. Dywizję Piechoty. Miasta broniła 21. Dywizja Strzelecka zajmująca doskonałe pozycje obronne. Niemcy postanowili nieco „zmiękczyć” obronę nalotami. Luftwaffe doskonale wywiązała się z zadania, pozycje oddziałów radzieckich po kilku nalotach przestały w praktyce istnieć. Okazało się jednak, że XXVIII Korpus nie był w stanie prowadzić natarcia, ponieważ straty w dwóch dywizjach (269. i policyjnej) były zbyt wysokie. Niemcom udało się jednak zamknąć w okrążeniu pięć dywizji, które stopniowo zlikwidowano. 25 lipca do niewoli dostało się 21 000 żołnierzy radzieckich, zdobyto 316 czołgów oraz ponad 600 dział. XXVIII i L Korpus miały otwartą drogę na Leningrad. 20 lipca XLI Korpus Pancerny dotarł w rejon szosy prowadzącej do Krasnogwardiejska, odległego od Leningradu o zaledwie 30 km. 31 lipca do Krasnogwardiejska wkroczyły wojska niemieckie.

#### Atak na Leningrad
Na początku września natarcie Niemców straciło impet. Powodem były obfite deszcze, które utrudniały marsz i katastrofalny stan sprzętu pancernego. Z 20 czołgów PzKpfw IV 1. Dywizji Pancernej jedynie 10 było sprawnych, w 12. Dywizji Pancernej wprowadzonej do walki pod koniec czerwca, z posiadanych 109 czołgów PzKpfw 38(t) jedynie 42 mogły brać udział w walkach. Wiele czołgów stracono (wspomniana 12. Dywizja Pancerna straciła w walkach 47 maszyn), a uzupełnień praktycznie nie było. Rozkaz był jednak wyraźny, nakazywał kontynuowanie natarcia na Leningrad. XXXVIII Korpus z 18. Armii zajął rejon Peterhofu. Walki były zacięte. Armia Czerwona zajmowała silne pozycje obronne, posiadała w tym rejonie 155 bunkrów. Nacierające oddziały 291. i 58. Dywizji Piechoty (na kierunku Duderhofu) poniosły duże straty (zwłaszcza 505. pułk piechoty z 58. Dywizji Piechoty). 1. Dywizja Pancerna zajęła Strelnię i wyszła nad Zatokę Narewską. Niemcy znajdowali się ok. 5 km od Leningradu. XXXIX Korpus zajął Szlisselburg (8 września) i dotarł do jeziora Ładoga. 122. Dywizja Piechoty w rejonie Iżony przecięła linię kolejową Leningrad – Moskwa. Leningrad znalazł się w okrążeniu. Oddziały radzieckiej 42. Armii były systematycznie spychane do miasta.
W kotle leningradzkim zamknięto 17 dywizji strzeleckich i 2 bataliony piechoty morskiej. Znalazły się tam 42., 55. i 8. Armia. Dodatkowo w mieście utknęła w pułapce cała Flota Bałtycka, z okrętami liniowymi „Marat” i „Oktiabrskaja Riewolucja” na czele. Niemcy rozpoczęli ostrzał artyleryjski oraz systematyczne bombardowanie miasta i portu. 21 września został uszkodzony pancernik „Oktiabrskaja Riewolucja”, a 23 września łupem Junkersów Ju 87 Stuka padł „Marat”, który trafiony bombami osiadł na dnie basenu portowego. Rozpoczęły się długotrwałe walki pozycyjne i trzyletnie oblężenie miasta.

### Działania Grupy Armii „Środek”

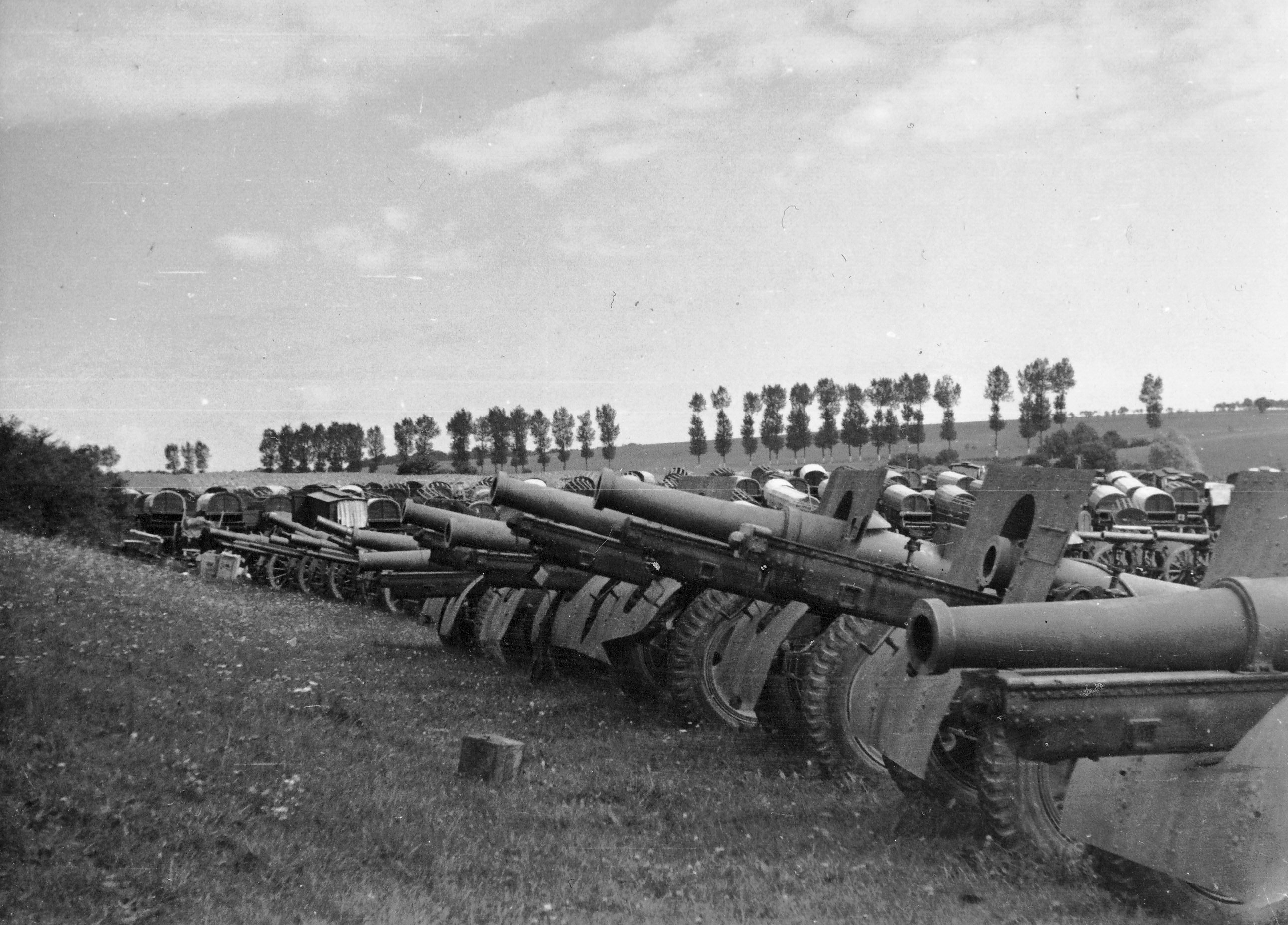
Zdobyty radziecki sprzęt

Dowódcą Grupy Armii „Środek” był feldmarszałek Fedor von Bock. Zadaniem tej armii było rozbicie radzieckich jednostek Frontu Zachodniego. W jej składzie znajdowały się 4. Armia gen. płka Günthera von Klugego i 9. Armia gen. płka Adolfa Straussa i 2. Grupa Pancerna gen. płka Heinza Guderiana i 3. Grupa Pancerna gen. płka Hermanna Hotha. Grupa Guderiana i 4. Armia miały nacierać na Brześć i Kobryń, a następnie spotkać się w rejonie Mińska z 3. Grupą Pancerną. Kolejnym zadaniem było wyjście w rejonie Smoleńska i osiągnięcie Dniepru. 3. Grupa Pancerna oraz 9. Armia po zdobyciu Grodna miały nacierać na Mińsk. Naprzeciw siebie oddziały niemieckie miały wojska Frontu Zachodniego dowodzonego przez gen. Dmitrija Pawłowa, który posiadał w swoim składzie 3., 4., 10. i 13. Armię.

#### Początek walk i okrążenie wojsk radzieckich pod Białymstokiem i Mińskiem

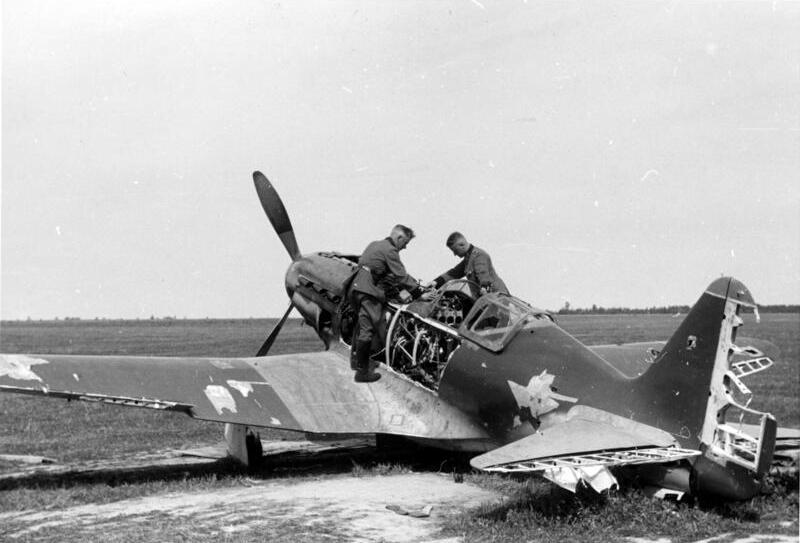
Zniszczony myśliwiec MiG-3 na zbombardowanym radzieckim lotnisku polowym pod Białymstokiem

22 czerwca 17. i 18. Dywizja Pancerna z 2. Grupy Pancernej przekroczyły Bug i skierowały się na Kobryń. XXIV Korpus Pancerny także należący do 2. Grupy Pancernej zdołał bez przeszkód opanować mosty na Bugu, po czym kontynuował natarcie. Broniła się załoga twierdzy w Brześciu. XXIV Korpus Pancerny walczył wzdłuż szosy Kobryń – Bereza Kartuska i posuwał się na Słuck. XLVII Korpus Pancerny 2. Grupy Pancernej szykował się do starcia z jednostkami radzieckimi, które spychane były przez 3. Grupę Pancerną z rejonu Białegostoku. 17. Dywizja Pancerna i 29. Dywizja Zmotoryzowana zajęły stanowiska w rejonie Baranowicz. Wieczorem 23 czerwca wzmógł się nacisk na lewe skrzydło 2. Grupy Pancernej. W tym samym czasie 17. Dywizja Pancerna otrzymała rozkaz jak najszybszego podążania na Stołpce, równocześnie 4. Dywizja Pancerna miała nacierać na Pińsk. Czołgi 3. Grupy Pancernej powoli, ale skutecznie zamykały na północy pierścień okrążenia wokół radzieckiej 3. Armii w rejonie Grodna. W rejonie Grodna znajdowały się dwa radzieckie korpusy zmechanizowane – 6. i 11. – które miały poważne straty i nie były zdolne do zatrzymania wojsk niemieckich. 27 czerwca zamknięto kocioł białostocki. Walki, w których likwidowano okrążone oddziały radzieckie były bardzo zacięte, trwały do początku lipca. Części oddziałów okrążonej 3. Armii udało się uniknąć pierwszego oskrzydlenia, jednak wraz z wycofującymi się jednostkami 10. Armii zostały okrążone w rejonie Nowogródek – Stołpce.
Czołgi Guderiana parły naprzód, nie napotykając większego oporu. 3. Dywizja Pancerna dotarła do Bobrujska, 4. Dywizja Pancerna zajęła Słuck, a 10. Dywizja Zmotoryzowana Sieniawkę. 18. Dywizja Pancerna dotarła do Nieświeża, gdzie gen. Guderian umieścił swoje stanowisko dowodzenia. Po zamknięciu okrążenia (likwidacją okrążonych wojsk radzieckich zajął się V Korpus) 3. Grupa Pancerna skierowała się na Mińsk. 7. i 20. Dywizja Pancerna wysunęły się niebezpiecznie do przodu, odsłaniając prawe skrzydło LIII Korpusu (był to korpus odwodowy, wprowadzony do walki już po rozpoczęciu natarcia), jednak wojska radzieckie nie potrafiły wykorzystać okazji, ich natarcie pod Małorytą było mało zdecydowane i zostało szybko powstrzymane.
30 czerwca Grupa Armii „Środek” otrzymała rozkaz skierowania się na Smoleńsk. 2. Grupa Pancerna miała nacierać na Orszę i Witebsk, natomiast 3. Grupa Pancerna nacierać na kierunku Borysowa i dalej, na Połock i Witebsk. 1 lipca XXIV Korpus Pancerny przeprawił się przez Berezynę (zdobyto mosty pod Świsłoczą). Gen. Heinz Guderian, na rozkaz dowództwa 4. Armii, musiał skierować w rejon likwidacji okrążonych wojsk radzieckich 17. Dywizję Pancerną, do uderzenia na Borysów mógł więc wyznaczyć jedynie 18. Dywizję Pancerną. 2 lipca otrzymał jednak swoją dywizję z powrotem, wobec czego także 17. Dywizja Pancerna została skierowana – ponownie – na Berezynę. Tymczasem oddziały XLVII Korpusu Pancernego stały się celem ataków świeżo wprowadzonych do walki radzieckich korpusów z 13. Armii. Inicjatywa radziecka była tylko chwilowa, jednostki Armii Czerwonej nie były w stanie stworzyć silnej linii obrony przeciwko nacierającym oddziałom 2. i 3. Grupy Pancernej. Obszaru działania tych jednostek niemieckich broniły radzieckie 21., 13., 20. i 19. Armia. Dowódca Grupy Armii „Środek”, feldmarsz. Fedor von Bock, postanowił, że 2. i 3. Grupa Pancerna zostaną oddane pod dowództwo gen. von Klugego, który będzie dalej prowadził działania ofensywne.

#### Walki o Smoleńsk
W gronie dowódców niemieckich zarysował się konflikt – gen. von Kluge postulował, aby najpierw doprowadzić do likwidacji wojsk radzieckich okrążonych pod Białymstokiem, podczas gdy gen. Heinz Guderian i gen. Hermann Hoth skłaniali się do kontynuowania natarcia. 4. Armia nie mogła jednak poradzić sobie samodzielnie z likwidacją kotła, co zmusiło von Bocka do wprowadzenia do walk odwodowej 2. Armii. Ostatecznie zwyciężyło stanowisko Guderiana i Hotha. Obie grupy pancerne wykonały szybki atak na Smoleńsk.
3. Grupa Pancerna walczyła na kierunku obrony 19. i 20. Armii, natomiast 2. Grupa Pancerna na kierunku 13. Armii. XXXIX Korpus Zmotoryzowany z grupy Hotha wspierał w natarciu pod Połockiem oddziały 9. Armii i po wykonaniu głębokiego obejścia spotkał się z oddziałami 16. Armii (Grupa Armii „Północ”) pod Newlem. 20. i 7. Dywizja Pancerna z tego korpusu posuwały się na Jarcewo, gdzie miały się spotkać z jednostkami XLVII Korpusu Pancernego (17. i 18. Dywizja Pancerna), które nacierały od strony Orszy. Broniący się Sowieci za wszelką cenę nie chcieli dopuścić do okrążenia swoich wojsk w rejonie Smoleńska. Ciężkie walki wywiązały się w rejonie Jelenia i Rosławla. 13. Armia skoncentrowała w rejonie Rosławla duże siły, które mogły bardzo zagrozić niemieckim jednostkom z 2. Armii i 2. Grupy Pancernej. Do obrony wyznaczono jednostki 2. Armii (XII i XIII Korpus), łącznie sześć dywizji piechoty oraz XXIV Korpus Pancerny. Uderzenia na Rosławl miały przeprowadzić VII i IX Korpus. Dodatkowo na zachód od Rosławla miał uderzyć XXIV Korpus Pancerny. Korzystniejsza sytuacja zarysowała się na kierunku 3. Grupy Pancernej, która na północy od Smoleńska zamknęła w okrążeniu resztki 16. i 20. Armii. Dywizje pancerne wchodzące w skład grupy zdobyły Jarcewo. 13 sierpnia na lewym skrzydle Frontu Zachodniego miało miejsce natarcie 21. Armii, która sforsowała Dniepr, zajęła Rohaczew i Żłobin i dalej nacierała na Bobrujsk. Z 21. i 13. Armii utworzony został Front Centralny. Chcąc pomóc 20. i 16. Armii, sztab radziecki postanowił wprowadzić do walki kolejne armie z Frontu Odwodowego: 29., 30., 24. i 28. Armię. 28 sierpnia część oddziałów 20. i 16. Armii zdołała przerwać okrążenie i przebić się w kierunku własnych oddziałów. Sytuacja dla Grupy Armii „Środek” stała się skomplikowana. Na zajętym terenie znajdowały się izolowane ogniska oporu. Poważnie zagrożone było południowe skrzydło (rejon Ukrainy), gdzie radziecka Grupa Kawalerii znajdowała się w rejonie Bobrujska, a 4. i 5. Armia operujące w rejonie Sarn dysponowały praktycznie nieograniczoną swobodą manewru. Należało się spodziewać, że w rejonie Kijowa Armia Czerwona skoncentruje znaczne siły.

#### Zdobycie Kijowa i natarcie na Moskwę

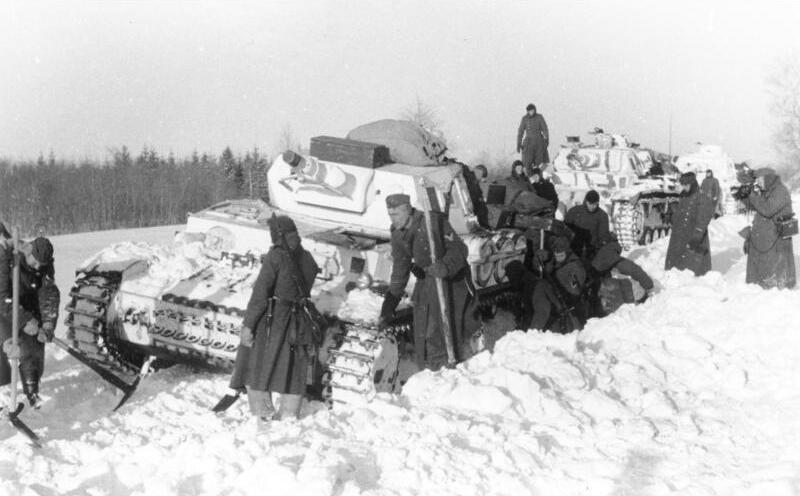
Niemiecki czołg PzKpfw IV zakopany w śniegu w grudniu 1941 roku

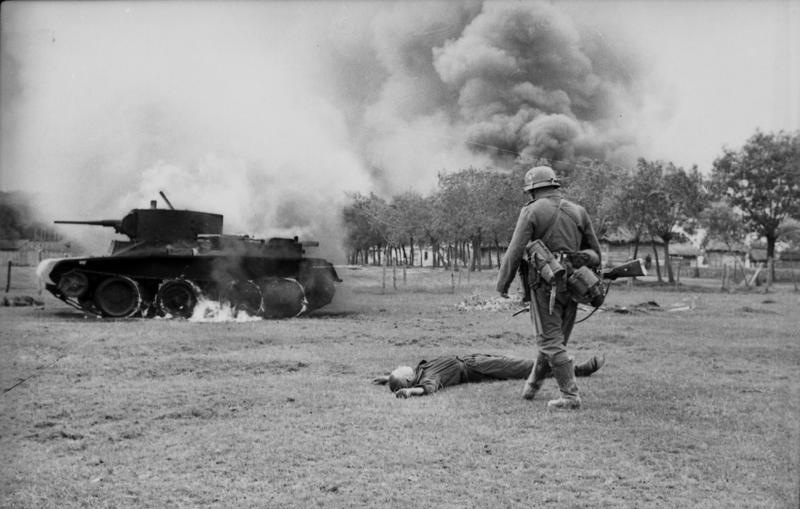
Niemiecki żołnierz spogląda na zabitego radzieckiego żołnierza i zniszczony czołg BT-7 na stepach Ukrainy

25 sierpnia 2. Armia i 2. Grupa Pancerna rozpoczęły natarcie na jednostki Frontu Briańskiego, w trakcie walk doszły do rzeki Desny. Niemcy nacierali wzdłuż tej rzeki siłami XLVII Korpusu Pancernego i po opanowaniu Jampola i Koropu skierowali się na Krolewiec. Natomiast XIII i XXXIII Korpus 2. Armii po sforsowaniu Desny w rejonie Czernihowa i Mokasyna skierowały się na Nieżyn. Oznaczało to wyjście na zachód od Kijowa. Guderian zdecydował się skierować 3. Dywizję Pancerną na Romny, chcąc doprowadzić do jak najszybszego połączenia swych sił z jednostkami 17. Armii Grupy Armii „Południe” i zamknięcia okrążenia wokół Kijowa.
16. Dywizja Pancerna z 1. Grupy Pancernej (Grupa Armii „Południe”) otrzymała podobne rozkazy i posuwała się na Łubny nad rzeką Sułą. Sowieci próbowali wszelkimi sposobami opanować krytyczną sytuację. W lukę pomiędzy 6. i 20. Armię wprowadzili 40. Armię, która składała się z nowo sformowanych jednostek. Niemcy w rejon pomiędzy Baturinem i Konotopem wprowadzili XXIV Korpus Pancerny, natrafiając właśnie na 40. Armię. Żołnierze radzieccy, pozbawieni doświadczenia bojowego, o miernym wyszkoleniu, nie wytrzymali natarcia niemieckiego i wycofali się. Guderian natychmiast wykorzystał okazję, gdyż do walki w tym rejonie, wprowadził drugi – XLVI Korpus Pancerny – i zajął Konotop. 12 września natarcie podjęła 1. Grupa Pancerna, która doszła aż do Łubny, zamykając okrążenie siłami 16., 9. i 14. Dywizji Pancernej. Próby przerwania okrążenia przez równoczesne ataki 40. Armii i wojsk okrążonych nie przyniosły rezultatu. 26 września Kijów skapitulował, do niewoli dostało się 665 tys. żołnierzy radzieckich.
30 września w rejonie miasta Szostka ruszyło kolejne natarcie Grupy Armii „Środek”. Jako pierwsza do walki ruszyła 2. Grupa Pancerna, a 2 października pozostałe siły tej grupy armii. Obrona radzieckiej 13. Armii została przełamana i czołgi Guderiana osiągnęły Orzeł (3 października), a następnie skierowały się na Tułę. Kontruderzenie wykonane siłami 3. i 50. Armii z rejonu Briańska zostało powstrzymane przez 2. Armię. 4. Grupa Pancerna przełamała obronę 24., 43. i 33. Armii w rejonie Jelenia i osiągnęła linię kolejową Wiaźma–Kaługa. 3. Grupa Pancerna i 9. Armia rozpoczęły natarcie w rejonie Jarcewa w kierunku na Wiaźmę i Możajsk. Niemcy na wszystkich kierunkach osiągnęli przewagę. Rozpoczynała się bitwa pod Moskwą.

### Działania Grupy Armii „Południe”

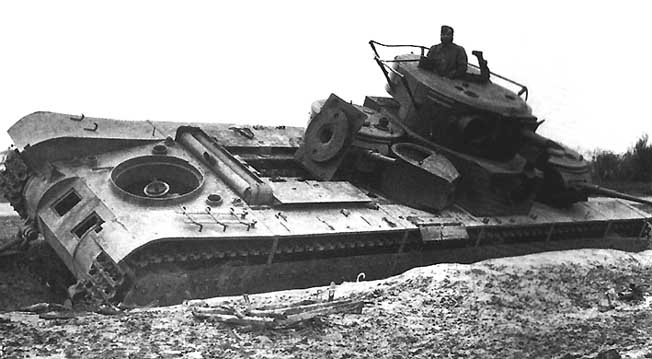
Zniszczony radziecki czołg T-35

Zadaniem Grupy Armii „Południe”, dowodzonej przez feldmarszałka Gerda von Rundstedta było zniszczenie wojsk radzieckich na zachodniej Ukrainie. W jej składzie znajdowały się: 6. Armia feldmarsz. Waltera von Reichenaua, 1. Grupa Pancerna gen. płka Ewalda von Kleista, 17. Armia gen. Karla von Stülpnagla i 11. Armia gen. płka Eugena von Schoberta. Zadaniem grupy von Kleista było przełamanie obrony w rejonie Rawy Ruskiej i Kowla, a następnie uderzenie na kierunku Berdyczów, Żytomierz i dalej na Kijów. Zadaniem 6. Armii było osłanianie działań grupy von Kleista z rejonu Kowel, Sarny, Równe. Zadaniem 17. Armii było opanowanie obszaru na zachód od Lwowa, a następnie rejonu Winnica – Berdyczów. 11. Armia stacjonowała w Rumunii i miała odeprzeć ewentualne natarcie 18. i 9. Armii na Rumunię (chodziło głównie o ochronę terenów roponośnych). Przeciwko sobie Niemcy mieli wojska Frontu Południowo-Zachodniego, którymi dowodził gen. Michaił Kirponos. W jego składzie znajdowały się 5., 6., 26. i 12. Armia oraz Armijny Korpus Zmechanizowany. Nad granicą z Rumunią znajdował się zaś Front Południowy (sformowany dopiero 25 czerwca 1941 roku) pod dowództwem gen. Iwana Tiuleniewa, w skład którego wchodziły 18. i 9. Armia.

#### Walki na zachodniej Ukrainie

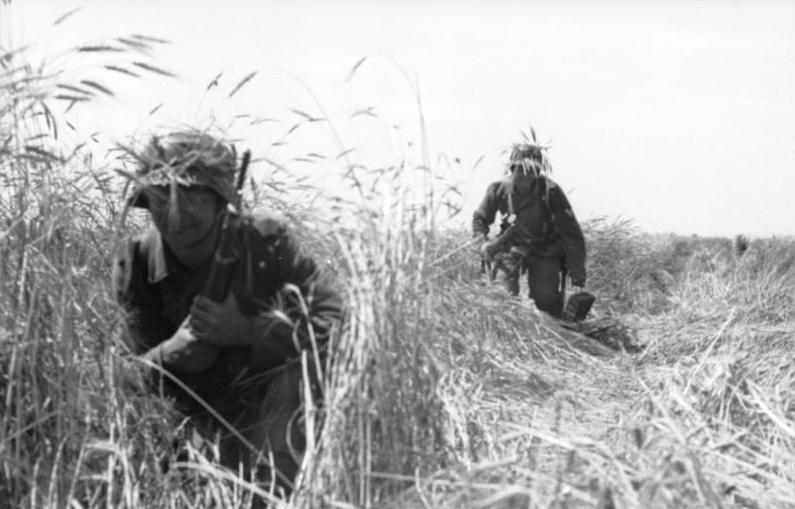
Dwaj niemieccy żołnierze podczas walk na Ukrainie, lipiec 1941 roku

Główne natarcie niemieckie skierowało się na Równe – Żytomierz. Pozycje nadgraniczne 5. Armii (głównie 9. i 22. Korpusu Zmechanizowanego) gen. Michaiła Potapowa zostały rozbite przez oddziały niemieckiej 6. Armii. Niemcom udało się wbić w styk 5. i 6. Armii (gen. Iwan Muzyczenko). Powstała luka o szerokości 60 km, przez którą bez problemu wdarły się czołgi 1. Grupy Pancernej. Niemieckie czołgi miały przeciwko sobie aż trzy korpusy zmechanizowane. Z rejonu Tarnopola zaatakował 15. Korpus Zmechanizowany, z rejonu Brodów 8. Korpus Zmechanizowany, a z rejonu Równego 19. Korpus Zmechanizowany. Główne starcia miały miejsce w rejonie Beresteczka, gdzie radzieckie czołgi KW-1 i KW-2 z 8. Korpusu Zmechanizowanego starły się z 14. Dywizją Pancerną (III Korpus Zmotoryzowany). Te groźne czołgi, Niemcy po raz pierwszy spotkali 24 czerwca. Informacje docierające do Sztabu Generalnego wywołały początkowo niedowierzanie, a następnie konsternację. Armia Czerwona posiadała czołgi uzbrojone w armaty kalibru 76 mm i 152 mm. Zacięte walki miały miejsce pod Radziechowem i Beresteczkiem, gdzie radziecka 10. Dywizja Pancerna płk. Ogurcowa starła się z 262. i 297. Dywizją Piechoty. Sowieci do walki rzucili 63 czołgi KW-2 oraz 38 nowoczesnych T-34, nie potrafili jednak wykorzystać swojej przewagi. Falowe ataki czołgów załamywały się w silnym ogniu artylerii przeciwpancernej. Jak pokazały walki, w trakcie całej operacji Barbarossa wojska radzieckie miały duże trudności z zachowaniem dyscypliny taktycznej podczas walk. Kierowanie do walk nowych jednostek bojowych nie dawało spodziewanych rezultatów i natarcia załamywały się jedno po drugim. Przyczyną radzieckich niepowodzeń było także słabe wyszkolenie załóg, które miały trudności w prowadzeniu ognia i utrzymania formacji w natarciu.
Ponieważ 17. Armia też przełamała pozycje Sowietów, w dużym niebezpieczeństwie znalazły się radzieckie 26. i 18. Armia, operujące w rejonie Stanisławowa i Kołomyi. Obie armie musiały się wycofać, w przeciwnym razie groziło im okrążenie. Poważne problemy dotyczyły zaopatrzenia w amunicję, np. większość czołgów KW-2 została porzucona właśnie z powodu braku amunicji i usterek technicznych. 30 czerwca gen. Kirponos otrzymał zgodę na wycofanie się aż do pozycji tzw. Linii Stalina, którą był system umocnień zbudowany w latach 30. XX wieku. Linia Mołotowa została obsadzona nowymi jednostkami z 31., 36. i 37. Korpusu Strzeleckiego. Niemcy zdobyli Żytomierz i skierowali się na Kijów.

#### Okrążenie wojsk radzieckich pod Humaniem i Kijowem

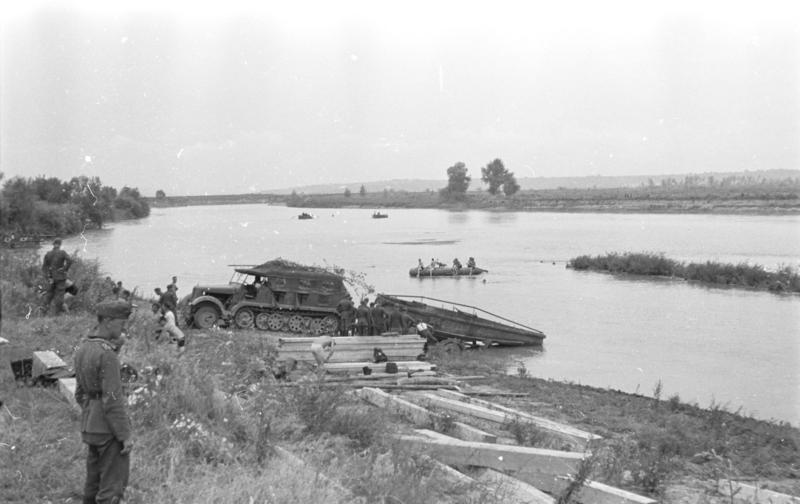
Niemieckie wojska inżynieryjne należące do 11. Armii budują most pontonowy na rzece Prut, 1 lipca 1941 roku

Rozwijające się natarcie 1. Grupy Pancernej na Kijów zostało powstrzymane przez kontratak wykonany przez 26. Armię. Sowieci, zdając sobie sprawę z zagrożenia, podjęli próbę zlikwidowania wyłomu. Walki zakończyły się niepowodzeniem, co więcej 15 lipca siły 6. Armii i 1. Grupy Pancernej podjęły udaną próbę zepchnięcia 26. Armii za linię Dniestru. Wojska radzieckie, chcąc uniknąć okrążenia, musiały wycofać się za linię Talnoje – Krystówka – Dniestr (razem z 26. Armią musiała się wycofać 5. Armia). Równocześnie wydano rozkaz odwrotu za linię Biała Cerkiew – Dniestr jednostkom z 6., 12. i 18. Armii. Niemcy zorientowali się, że oddziały radzieckie chcą się wycofać, więc postanowili zamknąć im drogę odwrotu. Niemiecka 6. Armia 31 lipca osiągnęła Korosteń, a 1. Grupa Pancerna wznowiła natarcie na Kijów. Po przełamaniu przez Niemców obrony 26. Armii gen. Fiodora Kostienki Sowieci znaleźli się w ciężkiej sytuacji. Na zagrożony odcinek wysłano 37. Armię, a z jednostek odwodowych i należących do 26. Armii zorganizowano grupę bojową, wysłaną później na ten odcinek frontu. 2 sierpnia czołgi 1. Grupy Pancernej doszły do Pierwomajska, odcinając 6. i 12. Armię. Z rejonu Humania armiom radzieckim także zagroziła niemiecka 17. Armia, która przerwała zorganizowaną tam obronę. Armia Czerwona podjęła decyzję o przerzuceniu za Dniepr możliwie wszystkich jednostek. Do końca sierpnia zdołano przeprowadzić tylko 9. i 18. Armię (część jednostek 9. Armii utworzyła Samodzielną Armię Nadmorską, która broniła Odessy). Próbowano zażegnać ciężką sytuację 6. i 12. Armii, wprowadzając w rejon Zaporoża odwodową 38. Armię, jednak Niemcy włączyli do walki 2. Grupę Pancerną i 2. Armię z Grupy Armii „Środek”.
19 sierpnia Naczelne Dowództwo (Stawka) nakazało „uporczywą” obronę rubieży wzdłuż Dniepru oraz okręgów kijowskiego i dniepropietrowskiego. W tym celu do walki skierowano 5., 26. i 37. Armię oraz nowo utworzoną 40. Armię (dowodzoną przez gen. Konstantina Podłasa). Natarcie na prawym skrzydle (niemieckie 2. Armia i 2. Grupa Pancerna) spowodowało częściowe załamanie się obrony radzieckiej. 6. Armia zdołała dojść do Dniepru. Doprowadziło to do zamknięcia w okrążeniu 21., 5. i 37. Armii. Na lewym skrzydle Frontu Południowo-Zachodniego nacierająca 1. Grupa Pancerna zdołała uchwycić przyczółek w rejonie Krzemieńczuga, oznaczało to możliwość połączenia się nacierających jednostek niemieckich. Dowództwo radzieckie nakazało rozpoczęcie natarcia 40. Armii, którego celem miało być przerwanie okrążenia. Gen. Podłas nie był w stanie wykonać tego zadania. Dowódca Frontu Południowo-Zachodniego, marsz. Siemion Budionny, zaproponował wycofanie wszystkich sił za linie Dniepru do rzeki Psioł. Sowieci rozpoczęli przygotowania do ewakuacji. 13 września czołgi z 1. Grupy Pancernej spotkały się z jednostkami 2. Grupy Pancernej, zamykając tym samym w okrążeniu cztery armie radzieckie.

#### Działania wojsk niemiecko-rumuńskich w kierunku Krymu
Na początku operacji Barbarossa sytuacja na granicy z Rumunią była korzystna dla jednostek radzieckich. Natarcie na linii rzeki Prut wykonały 48. Korpus Strzelecki gen. Malinowskiego oraz 2. Korpus Zmechanizowany gen. Nowosielskiego. Jednostki 11. Armii oraz rumuńskie należące do 3. Armii zdołały jednak powstrzymać napór wojsk radzieckich i odeprzeć nacierające korpusy. Niemcy i Rumuni na początku lipca doszli w rejon Mohylowa Podolskiego.
9 września 11. Armia zdołała sforsować Dniepr i osiągnęła przesmyki krymskie, obie radzieckie armie (18. i 9.) zostały zepchnięte w rejon Nikopola i jeziora Mołocznyj Łyman. Oznaczało to, że Krym stracił połączenie lądowe z resztą terytorium ZSRR i został odcięty. Na Krymie znajdowała się słaba radziecka 51. Armia. Niemcy zbliżyli się do ważnego ośrodka radzieckiej gospodarki, jakim było Zagłębie Donieckie.

## Wojna ZSRR z Finlandią

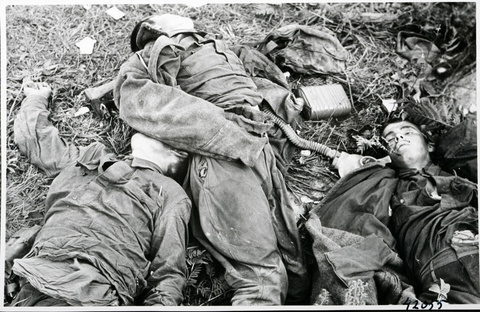
Żołnierze radzieccy polegli w walce z armią fińską

Po nieudanej radzieckiej próbie podboju Finlandii podczas wojny zimowej i późniejszym zajęciu Danii i Norwegii przez Niemcy, a krajów bałtyckich przez ZSRR, Szwecja i Finlandia znalazły się pomiędzy terytoriami niemieckimi a radzieckimi. ZSRR, pomimo wcześniejszych postanowień, rościł sobie pretensje do terenów Finlandii, sprzeciwiając się jej paktowi o wspólnej obronie ze Szwecją. Szwecja i Finlandia zmuszone były więc zacieśnić stosunki z Niemcami, będącymi jedynym dostępnym źródłem zaopatrzenia militarnego.
W lutym 1941 zawarto niemiecko-fińskie porozumienie, które przewidywało wspólny atak fińsko-niemiecki na ZSRR. Na mocy tego porozumienia w czerwcu przemieszczono część oddziałów niemieckich stacjonujących w Norwegii na granicę fińsko-radziecką. Ponadto Finlandia zmobilizowała do wojny 16 dywizji i 3 brygady.
Niemcy zażyczyli sobie praw wolnego tranzytu, które zgodnie z postanowieniami wcześniejszego pokoju fińsko-radzieckiego posiadał także Związek Radziecki. 22 czerwca 1941 Niemcy zażądały od rządu Szwecji udostępnienia infrastruktury kolejowej i taboru kolejowego dla tranzytu 163. Dywizji Piechoty III Rzeszy, z okupowanej Norwegii do Finlandii, co w Szwecji stało się przyczyną kryzysu przesilenia letniego. Finowie, znajdujący się „między młotem a kowadłem”, ostatecznie zdecydowali się na ścisłą współpracę z Niemcami. W trakcie trwania operacji Barbarossa Niemcy mogli zatem aktywnie korzystać z fińskich zasobów: Luftwaffe wykorzystywała fińskie lotniska i nawigatorów, fińskie okręty stawiały miny na wodach terytorialnych ZSRR, a fińskie wojska wykonywały zadania osłonowe. Miał też miejsce atak oddziałów armii fińskiej na radziecką placówkę dyplomatyczną (konsulat) w Petsamo, w wyniku czego zdobyto książki kodowe.
22 czerwca, realizując pierwszy etap operacji Silberfuchs – operację Renntier (renifer) wojska niemieckie zaatakowały pozycje Armii Czerwonej na granicy fińskiej, w okręgu Petsamo. W odpowiedzi, 25 czerwca 1941 radzieckie bombowce zbombardowały fińskie miasta. W reakcji na te wydarzenia, Finlandia wypowiedziała ZSRR wojnę, a połączone siły niemiecko-fińskie 28 czerwca rozpoczęły drugą fazę wspólnego planu, operację „Platinfuchs”, marszem na Murmańsk. Na południowym odcinku frontu armia fińska przygotowywała się do odbicia ziem utraconych w czasie wojny zimowej. Między lipcem a wrześniem 1941 roku oddziały fińskie zajęły tereny utracone podczas wojny zimowej, co skutkowało prawie trzyletnim administrowaniem Finów we Wschodniej Karelii.

## Rekapitulacja warunków przebiegu kampanii

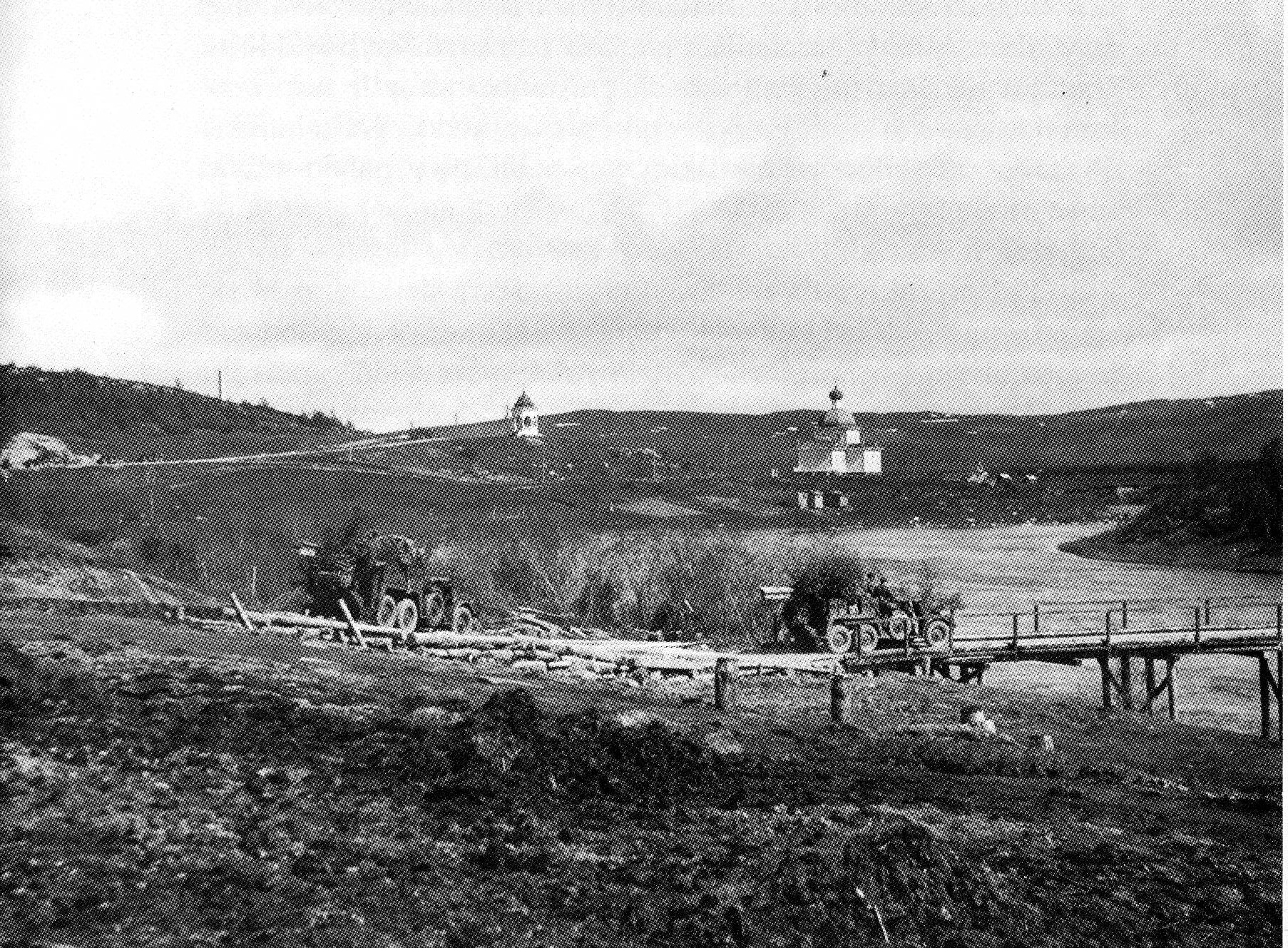
Niemieckie pojazdy przejeżdżają przez rzekę w pobliżu miasta Petsamo podczas operacji Silberfuchs, 29 czerwca 1941 roku

Znaczne sukcesy Niemców w 1941 roku, wynikające m.in. z szybkich i głębokich przełamań, były możliwe w dużej mierze dzięki nieskoordynowanym i słabo przygotowanym operacjom ofensywnym, bezustannie realizowanym przez kolejno napotykane siły radzieckie. Realizując zatwierdzoną na najwyższych szczeblach doktrynę strategiczną, radzieckie armie i korpusy wprowadzały w życie doraźnie przygotowane plany operacji ofensywnych, zwykle bez wzajemnego współdziałania, niewystarczającymi siłami i bez zapewnienia posiłków militarnych i zaopatrzenia. W efekcie, chociaż działania te prowadziły do zadawania strat nieprzyjacielowi i lokalnych sukcesów terenowych, w istocie znacznie osłabiały prowadzące je jednostki Armii Czerwonej i wiązały większość ich odwodów. W momencie wznowienia przez Niemców wysiłku na szczeblu operacyjnym bądź strategicznym i uzyskania przełamania, powodowało to całkowitą niemożność skutecznego przeciwdziałania i konieczność wycofania się na nową rubież obrony – zwykle z dużymi stratami własnymi.
Możliwości walk na wielkich obszarach Europy Wschodniej dyktowane są przez coroczne zmiany pogodowe. Walczyć można zasadniczo w dwóch okresach: letnim trwającym od końca wiosennych roztopów do pierwszych jesiennych bardzo obfitych deszczów i zimowym analogicznie między jesienią a wiosną. W trakcie wiosennych roztopów i jesiennych deszczów warunki terenowe (rasputica) powodują znaczny wzrost kosztów zaopatrywania oddziałów i bardzo duże zmniejszenie ich mobilności.
Jesienne deszcze zastały niemiecką armię w trakcie sukcesywnego rozbijania kolejnych rubieży bronionych przez wojska radzieckie. Możliwość efektywnego kontynuowania działań pojawiła się, dopiero gdy chwycił mróz i utwardził radzieckie bezdroża, ale w tym czasie było już za późno, bo Armia Czerwona przeprowadziła już konsolidację i przegrupowanie, kierując do walki świeże siły (patrz: bitwa pod Moskwą, kontrofensywy sowieckie 1941/1942). Kontrowersje w literaturze budzą przyczyny opóźnienia niemieckich działań, które mogły wpłynąć na możliwość osiągnięcia przez Wehrmacht większych sukcesów. Są to:
- Teza: Hitler planował wcześniejsze zdobycie Moskwy, opóźnienie powstało już na początku akcji ze względu na wstrzymanie wymarszu wywołane planami interwencji Hitlera w Jugosławii i pomocy Mussoliniemu z brytyjską ofensywą w Grecji.
- Kontrteza: Operacje w Jugosławii i Grecji wymagały użycia jedynie niewielkiego kontyngentu wojsk przeznaczonych do ataku na ZSRR. Nie spowodowały zatem żadnej dezorganizacji czy opóźnienia koncentracji. Także fakt obfitującej w deszcze wiosny nie może usprawiedliwić niepowodzenia całej operacji. Intensywne deszcze padały jeszcze na początku czerwca więc rozpoczęcie operacji wcześniej nie miało sensu, gdyż nieutwardzone drogi w warunkach deszczu zamieniały się w błoto co paraliżowałoby transport wojsk i spowalniało całą ofensywę.
- Teza: W trakcie operacji Hitler zadecydował o zmianie osi natarcia 2. Grupy Pancernej, kierując ją z osi moskiewskiej na południe, aby wspomóc Grupę Armii „Południe” w otoczeniu i rozbiciu wojsk Frontu Południowo-Zachodniego w okolicach Kijowa. Możliwe szybkie podejście pod Moskwę, pozbawioną istotniejszej osłony i fortyfikacji, zostało więc opóźnione, przez co Armia Czerwona zdążyła zmobilizować nowe oddziały i zagrodzić drogę do stolicy.
- Kontrteza: Skierowanie wojsk szybkich na Moskwę z pozostawieniem na prawym skrzydle oddziałów nierozbitego Frontu Południowo-Zachodniego, wystawiłoby Grupę Armii „Środek” na bardzo duże niebezpieczeństwo. Słaba – z racji rozległości i szczupłości sił niemieckich – osłona skrzydeł nie gwarantowała, że Armia Czerwona nie odetnie czołowych jednostek szybkich od reszty Grupy Armii „Środek”. OKH i Hitler nie pozwoliliby sobie na takie ryzyko.

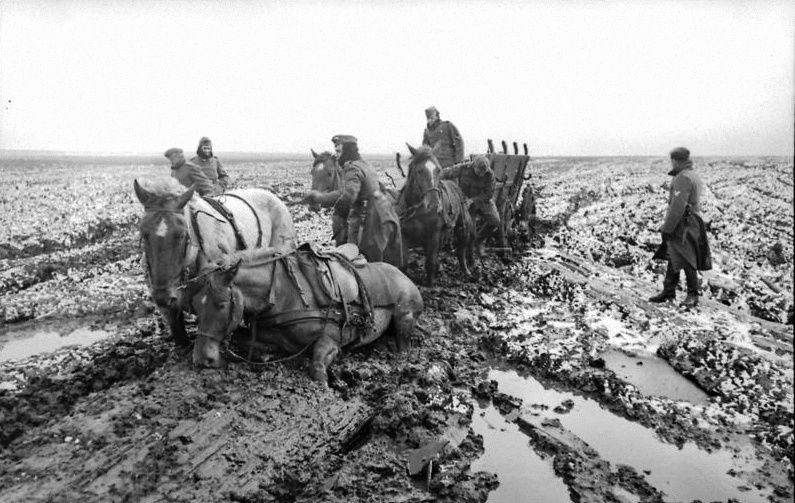
Rasputica

Krytycznym problemem, znacznie poważniejszym od oporu stawianego przez Armię Czerwoną, okazało się zaopatrzenie Grup Armii (zwłaszcza priorytetowej Grupy Armii „Środek”). Stan niemieckiego parku transportowego pozwalał na zapewnienie zaopatrzenia oddziałom na pierwszej linii mniej więcej do linii Smoleńsk – Dźwina. Nie udało się pozyskać istotnych ilości radzieckiego parku transportowego, a infrastruktura kolejowa i drogowa była częstokroć skutecznie niszczona przez cofające się oddziały radzieckie.
Należy jeszcze zwrócić uwagę na działania Grupy Armii „Północ”. Zgrupowanie to mające podbić północną część Związku Radzieckiego z Leningradem włącznie, dotarło do przedmieść miasta już w sierpniu 1941 roku, zostało jednak zatrzymane przez opór Armii Czerwonej. Zajęcie miasta wymagało użycia większych sił, co wobec niskiego priorytetu Grupy Armii „Północ” wydawało się nierealne, zatem Niemcy rozpoczęli jego blokadę. Miasto, mimo braku środków do życia, głodu i wielokrotnych ataków z lądu i powietrza, nie poddało się aż do stycznia 1944 roku, kiedy Niemcy zostali zmuszeni do odwrotu. Ogromne znaczenie miało przy tym niepowodzenie wojsk niemieckich pod miejscowością Tichwin. Istniała szansa domknięcia zewnętrznego pierścienia okrążenia Leningradu, ale i tutaj siły Armii Czerwonej okazały się za duże.

## Rezultat ofensywy

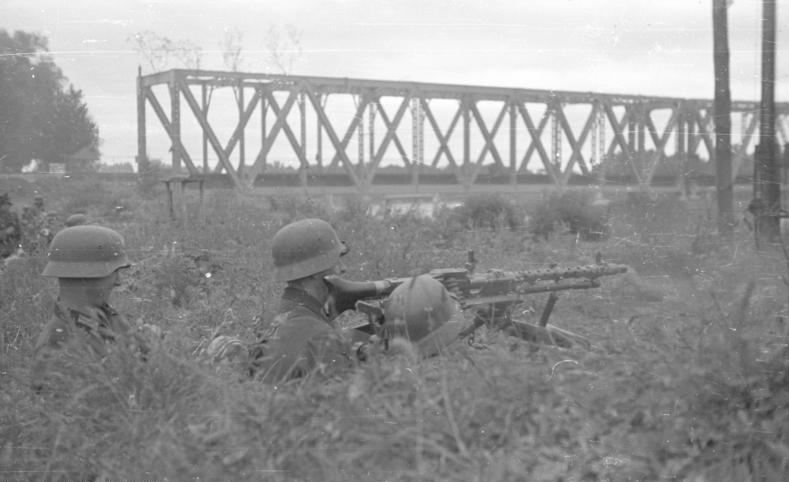
Stanowisko niemieckiego karabinu maszynowego MG 34 podczas walk na Ukrainie koło mostu nad rzeką Psioł

Punkt kulminacyjny operacji Barbarossa nastąpił, gdy lewe skrzydło Grupy Armii „Środek” zbliżyło się do przedmieść Moskwy, a oddział rozpoznawczy znalazł się na tyle niedaleko, aby zobaczyć w szkłach lornetek wieże Kremla. W międzyczasie ZSRR, opierając się na danych wywiadu, iż Japonia nie zaatakuje na Dalekim Wschodzie, podjął decyzje o przesunięciu z Syberii dodatkowych (część walczyła już od lipca 1941 roku) 16 świeżych, skompletowanych dywizji z Dalekowschodniego i Zabajkalskiego OW. Dla krańcowo osłabionych stratami oddziałów Grupy Armii „Środek” (m.in. 2. Grupa Pancerna Guderiana w apogeum bitwy miała w sumie kilkadziesiąt sprawnych czołgów), niemal pozbawionych zaopatrzenia z powodu rozciągniętych linii transportowych (bez uzupełnień, części zamiennych, żywności, paliwa, smarów, ubrań zimowych) było to zbyt wiele. Bitwa o Moskwę zmusiła Niemców do pospiesznego odwrotu i drastycznego skrócenia linii obronnych. Rozprzężenie w szeregach było tak duże, że w niektórych sztabach niemieckich rozważano wycofanie się do Smoleńska, a nawet dalej. Sytuację uratował kategoryczny rozkaz Hitlera „Ani kroku w tył”. Zdezorganizowane, skore do ucieczki bardziej niż do planowego odwrotu, jednostki niemieckie posłusznie okrzepły, stawiając opór Armii Czerwonej. Niebezpieczeństwo rozpadnięcia się Grupy Armii „Środek” zostało zażegnane, ale operacja Barbarossa zakończyła się niepowodzeniem wynikającym ze złego oszacowania zdolności mobilizacyjnych i zdolności przemysłu wojennego Związku Radzieckiego.
Wehrmacht rozbił wojska radzieckie o liczebności porównywalnej z armią, jaką Niemcy wystawili do walki na Wschodzie, wojska mające zdecydowaną przewagę ilościową w sprzęcie. Taki cios spowodowałby upadek każdego innego państwa. Rozpiętość geograficzna Związku Radzieckiego w połączeniu z potencjałem przemysłowym i ludnościowym pozwoliła jednak, mimo klęsk w 1941 roku wystawić do walki świeże jednostki, przewyższające liczebnością siły które zostały utracone.

## Przyczyny klęski Niemiec

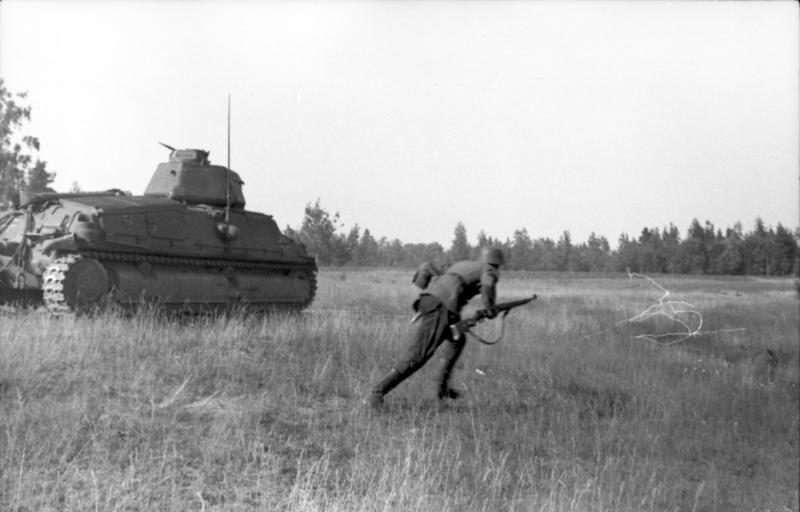
Niemiecki żołnierz podczas ataku, koło niego widoczny jest zdobyty przez Niemców francuski czołg Somua S-35, wrzesień 1941 roku

Przyczynami porażki Niemiec były źle określone cele operacji, niewydolność przygotowanego do operacji parku transportowego, kompletne zlekceważenie elementu polityki wewnętrznej ZSRR, potencjału gospodarczego, naukowego i militarnego. Wizja ZSRR jako „bezgłowego kolosa na glinianych nogach”, forsowana przez polityków i generałów Trzeciej Rzeszy okazała się fikcją, przydatną jedynie goebbelsowskiej machinie propagandowej. U podstaw takiej postawy leżała polityka rasowa, implikująca także politykę wobec ludności podbitej. Mimo początkowej dużej niechęci do stalinowskiego reżimu ludności zamieszkującej tereny zajęte przez Niemcy, na tych terenach nie udało się Niemcom utworzyć sojuszniczych armii, zwłaszcza że tego nie chcieli. Późniejsza zmiana polityki zaowocowała powstaniem jedynie nielicznych jednostek, a i tak postępowanie władz niemieckich wobec nich było chwiejne i niekonsekwentne.
Wehrmacht w porównaniu do Armii Czerwonej miał zbyt małe zaplecze przemysłowe i kadrowe. Nieuniknione straty w pierwszych etapach operacji Barbarossa, które mogły i powinny zostać przewidziane, nie zostały w wystarczający sposób uzupełnione przez przemysł (nie przestawiony na produkcję wojenną) oraz ośrodki szkoleniowe i mobilizacyjne (nie były przygotowane do intensywnego uzupełniania strat).
Brak było dobrze rozwiniętego lotnictwa strategicznego. Luftwaffe była przygotowywana do wspomagania wojsk lądowych. Jedyny czterosilnikowy bombowiec He 177 Greif był trudny w pilotażu i podatny na usterki.
Mimo rozczarowującej postawy oddziałów bojowych i dowództw wszystkich szczebli wojsk sowieckich, znakomicie – zważywszy na okoliczności – spisały się piony odpowiedzialne za mobilizację. W toku walk Wehrmacht niszczył całe armie i fronty przeciwnika, a mimo to opór Armii Czerwonej tężał i na front napływały nowe jednostki. Chociaż składały się ze słabo lub wcale nie wyszkolonych rekrutów, brakowało im oficerów i broni – uporczywie powstrzymywały nieprzyjaciela, zadając mu trudne do uzupełnienia straty, przy ogromnych stratach własnych. Do 31 grudnia 1941 roku wojska sowieckie utraciły łącznie przeliczeniową wartość 229 dywizji (oznaczało to nieodwracalną utratę ok. 3 200 000 żołnierzy – zabitych, zaginionych, wziętych do niewoli – w której zginęło niemal 40% jeńców). Straty te jednak udało się zrekompensować, gdyż do końca roku ZSRR wystawił łącznie przeliczeniową wartość 821 dywizji (w tym 483 strzeleckie, 73 pancerne, 31 zmechanizowanych, 101 kawalerii oraz 266 brygad strzeleckich, pancernych i narciarzy).
Ostatecznym gwoździem do trumny operacji był fakt, że nawet gdy uzupełnienia strat Wehrmachtu stawały się osiągalne, często nie było możliwe dostarczenie ich tam, gdzie były najbardziej potrzebne (również za sprawą polskiej i radzieckiej partyzantki). Z tego wynikały problemy poboczne, jak niedobory paliwa (mimo jego obecności w składach), braki części zamiennych, zaopatrzenia, amunicji czy ciepłych ubrań w chwili rozpoczęcia zimy na obszarze ZSRR. Ta kluczowa kwestia była rezultatem niewystarczającej motoryzacji Wehrmachtu (za mała liczba – często złej jakości – samochodów ciężarowych) i problemów z wykorzystaniem radzieckiej sieci kolejowej (inna szerokość torów) i niedostatku taboru. Rzekomo zmotoryzowana armia III Rzeszy użyła do agresji na Związek Radziecki 625 000 koni.
Po zakończeniu walk zimowych na przełomie lat 1941 i 1942 w 16 niemieckich dywizjach pancernych znajdowało się tylko 140 zdatnych do walki czołgów. Około 1/3 żołnierzy Wehrmachtu, którzy weszli do walki 22 czerwca 1941, zginęła lub odniosła rany.

## Reakcja polskiego podziemia niepodległościowego na atak Niemiec na ZSRR
Radość powiała ulicami Warszawy, gdy w cudny, słoneczny ranek historycznej już przełomowej niedzieli 22 czerwca 1941 r. dowiedzieliśmy się, iż rzeczywistością stało się najgorętsze nasze pragnienie: rozpoczęła się wojna niemiecko-sowiecka. Pojaśniały twarze Polaków wszystkich warstw i stanów. Serdeczniej, goręcej niż zazwyczaj zwierały się przy powitaniu polskie dłonie. Dziękczynnie wznosiły się ku Pańskim Ołtarzom polskie oczy w przepełnionych świątyniach i, choć nie mógł tego uczynić głos kapłanów i wiernych – serca polskie śpiewały uroczyste, potężne: Te Deum laudamus. (...) Cały naród polski z wielką głęboką radością patrzy na krwawe zapasy niemiecko-sowieckie, a pomny przeciwpolskich zbrodni jednej i drugiej strony, uważa nadal obu zaborców za swych odwiecznych wrogów.

## Stan czołgów Armii Czerwonej na 22 czerwca 1941[2]
|                    | Wymagane | Posiadane |
| ------------------ | -------- | --------- |
| KW-1, KW-2         | 3528     | 508       |
| T-34               | 11 760   | 967       |
| T-28               | –        | 500       |
| BT                 | 7840     | 6000      |
| T-26               | 5880     | 11 000    |
| T-37/T-38/T-40     | 476      | 4222      |
| Czołgi ogółem      | 29 484   | 23 197    |
| Samochody pancerne | 7448     | 4819      |

## Stan czołgów Wehrmachtu na 22 czerwca 1941
| PzKpfw II | PzKpfw 35 PzKpfw 38 | PzKpfw III | PzKpfw IV | Razem |
| --------- | ------------------- | ---------- | --------- | ----- |
| 743       | 780                 | 966        | 439       | 2 928 |